# Tipû Sâhib
Tipû Sâhib, également connu sous le nom de Tipû Sultân, né le 20 novembre 1750, à Devanahalli et mort le 4 mai 1799 à Srirangapatna, fut sultan de Mysore à partir de 1782 et l'un des principaux opposants à l'installation du pouvoir britannique en Inde ce qui lui valut le surnom de « tigre de Mysore ».

## Jeunesse

### Enfance
Tipû (né Sultan Fateh Ali Sahab Tipû), aussi connu sous le nom de Tipû Sâhib pour les Français et Tipu Sultan pour les Britanniques est le fils aîné du sultan de Mysore Haidar Alî.

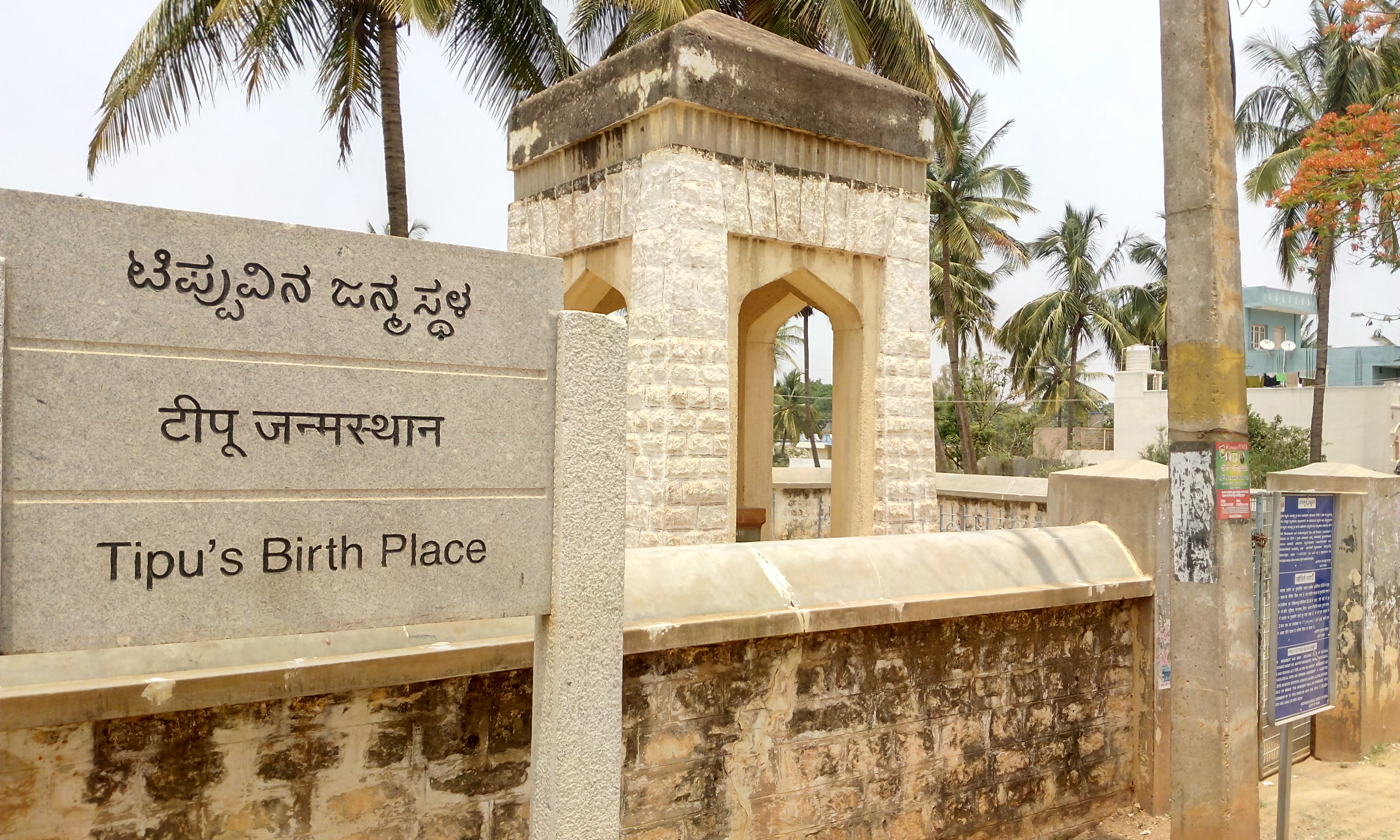
Lieu de la naissance de Tipû à Devanahalli.

D'après la plupart des sources, Tipû Sâhib serait né le 20 novembre 1750 (1163 de l'hégire) à Devanahalli, aujourd'hui un district rural, à environ 33 km au nord de Bangalore. Il est nommé « Tipû » d'après le saint homme Tipu Mastan Aulia d'Arkât.
Le père de Tipû, Haidar Alî, est officier au service du Royaume de Mysore et devient le souverain de facto du royaume en 1761. Sa mère, Fatima Fakhr-un-Nisa, est la fille de Mir Muin-ud-Din, le gouverneur du fort de Kadapa. Bien qu'analphabète, Haidar tient particulièrement à donner à son fils aîné une éducation de prince et à le mêler très tôt aux affaires militaires et politiques. Il lui donne donc des enseignants compétents en langues, telles que l'ourdou, le persan, l'arabe, le kannada, ainsi que dans les matières comme l'équitation, le tir, l'escrime, sans oublier le Coran et la jurisprudence islamique.

### Première guerre du Mysore (1767-1769)
Tipû est instruit en tactique militaire par des officiers français employés par son père. À l'âge de quinze ans, il accompagne son père Haidar Alî en guerre contre les Britanniques dans ce que l'on nommera plus tard la première guerre de Mysore en 1766.
Il commande un corps de cavalerie lors de l'invasion de la région carnatique en 1767 à l'âge de seize ans. Il se distingue également lors de la première guerre anglo-marathe de 1775-1782.
Dès l'âge de 17 ans, Tipû se voit confier l'entière responsabilité d'importantes missions diplomatiques et militaires. Il est dans ces guerres le bras droit de son père Haidar, qui finit par émerger en tant que dirigeant le plus puissant de l'Inde du Sud.

### Seconde guerre du Mysore (1780-1784)
La seconde guerre de Mysore suit cinq ans plus tard. En 1779, les Britanniques s'emparent du port sous contrôle français de Mahé, que Tipû avait placé sous sa protection en fournissant quelques troupes pour sa défense. En réponse, Haidar lance une invasion de la région carnatique dans le but de chasser les Britanniques de Madras.
Au cours de cette campagne en septembre 1780, Tipû Sâhib est envoyé par Haidar Alî avec 10 000 hommes et 18 canons pour intercepter le colonel William Baillie qui était en route pour rejoindre Sir Munro (en). À la bataille de Pollilur, Tipû défait Baillie de façon décisive. Sur 360 Européens, environ 200 sont faits prisonniers et les 3 800 cipayes subissent de très lourdes pertes. Munro qui se dirige vers le sud avec une force séparée pour rejoindre Baillie, se retranche à Madras après avoir appris la nouvelle de la défaite, abandonnant son artillerie dans un étang à Kanchipuram. En octobre, il s'empare d'Arcot.
En décembre 1781, Tipû Sâhib s'empare de Chittur (en) alors aux mains des Britanniques.
Tipû Sâhib bat ensuite le lieutenant-colonel Braithwaite (en) à Annagudi près de Tanjore le 18 février 1782. Les forces de Braithwaite sont composées de 100 Européens, 300 cavaliers, 1 400 cipayes et 10 pièces de campagne. Tipû Sâhib saisit toutes les armes et fait prisonnier tout le détachement.
Tipû Sâhib a ainsi acquis une expérience militaire suffisante à la mort de Haidar Alî, le vendredi 6 décembre 1782.
Bien que les Britanniques soient défaits, Tipû Sâhib est convaincu qu'ils demeurent une menace pour l'Inde.
Il devient le souverain de Mysore le dimanche 22 décembre 1782, lors d'une cérémonie de couronnement très sobre.
Il travaille dès ce moment à contrôler l'avance des Britanniques en contractant des alliances avec les Marathes et les Moghols. La deuxième guerre de Mysore prend fin avec le Traité de Mangalore en 1784.

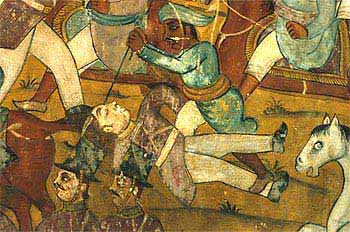
Peinture murale de la bataille de Pollilur sur un mur du Palais d'été de Tipû Sâhib célébrant ce triomphe sur les Britanniques.

## Sultan de Mysore
Devenu sultan à 32 ans à la mort de son père en 1782, il œuvre à contenir les progrès britanniques en concevant une série d'alliances. Lorsque celles formées avec les Marathes et l'Empire moghol échouent, il se tourne vers la France, qui avait mené une politique coloniale en Inde quelques décennies plus tôt, politique qui avait été arrêtée après la guerre de Sept Ans.
Tipû envoie trois ambassadeurs à Paris en 1788, Mohammed Dervich Khan, Akbar Ali Khan et Mohammad Osman Khan, qui suscitent un grand intérêt public. Louis XVI, qui a commandé un service de porcelaine de Sèvres comme cadeau diplomatique, leur accorde une audience et persuade l'un d'entre eux de poser pour le peintre Élisabeth Vigée-Lebrun.

### Conflits avec les marathes
L'Empire marathe, sous son nouveau peshwâ Madhava Rao, a regagné la majeure partie du sous-continent indien. Battu à deux reprises par les Marathes, le père de Tipû a dû accepter de leur payer tribut en 1764, puis en 1767.
En 1767, le peshwâ Madhava Rao a battu Haidar Alî et Tipû Sâhib et est entré à Srirangapatna, la capitale de Mysore. Haidar Alî a alors accepté l'autorité de Madhava Rao, qui lui a donné le titre de nawab de Mysore.
Devenu souverain, Tipû Sâhib veut cependant échapper au traité conclu avec les Marathes et tente donc de reconquérir les forts marathes du sud de l'Inde, dont ils ont pris possession lors de la guerre précédente. Tipû cesse également de verser le tribut promis par Haidar Alî, provoquant ainsi le conflit direct et la guerre.
Conflits entre Mysore (sous le règne de Tipû) et l'Empire marathe :
- siège de Nargund (district de Gadag) en février 1785, gagné par Mysore ;
- siège de Badami en mai 1786, au terme duquel Mysore se rend ;
- siège d'Adoni durant le mois de juin 1786, gagné par Mysore ;
- bataille de Gajendragad (district de Gadag), en juin 1786, remportée par les Marathes ;
- bataille de Savanur en octobre 1786, remporté par Mysore ;
- siège de Bahadur Benda durant le mois de janvier 1787, gagné par Mysore.

Le conflit se solde en mars 1787 par le traité de Gajendragad, par lequel Tipû restitue tout le territoire capturé par Haidar Alî à l'Empire marathe,. Tipû accepte également de payer quatre ans d'arriérés de tribut reconnus par son père (4,8 millions de roupies). En contrepartie, les Marathes acceptent de ne plus considérer Mysore comme vassale de leur empire et donc de s'adresser au sultan Tipû par son titre princier de Nabob Tipû Sultan Futteh Ally Khan.

### Troisième guerre du Mysore (1790-1792)
En 1766, alors que Tipû Sâhib n'avait que 15 ans, il a eu la chance d'appliquer son entraînement militaire au combat pour la première fois, lorsqu'il a accompagné son père lors d'une invasion de Malabar. Mais après le siège de Thalassery au nord du Malabar, Haidar Alî a commencé à perdre ses territoires à Malabar, ce que son fils n'a pas accepté.
Tipû demeure toute sa vie un ennemi implacable de la Compagnie britanniques des Indes orientales. Il envoie des émissaires à des États étrangers, dont l'Empire ottoman, l'Afghanistan et la France, pour tenter de rallier l'opposition aux Anglais. Attendant plus de cette diplomatie qu'elle ne pouvait lui offrir, Tipû Sâhib décide d'envahir l'État voisin de Travancore, un protectorat britannique. La guerre va durer trois ans et aura pour conséquence une défaite retentissante pour Mysore, la défection de la France impliquée dans sa Révolution dès le début du conflit étant un facteur majeur de cet échec.

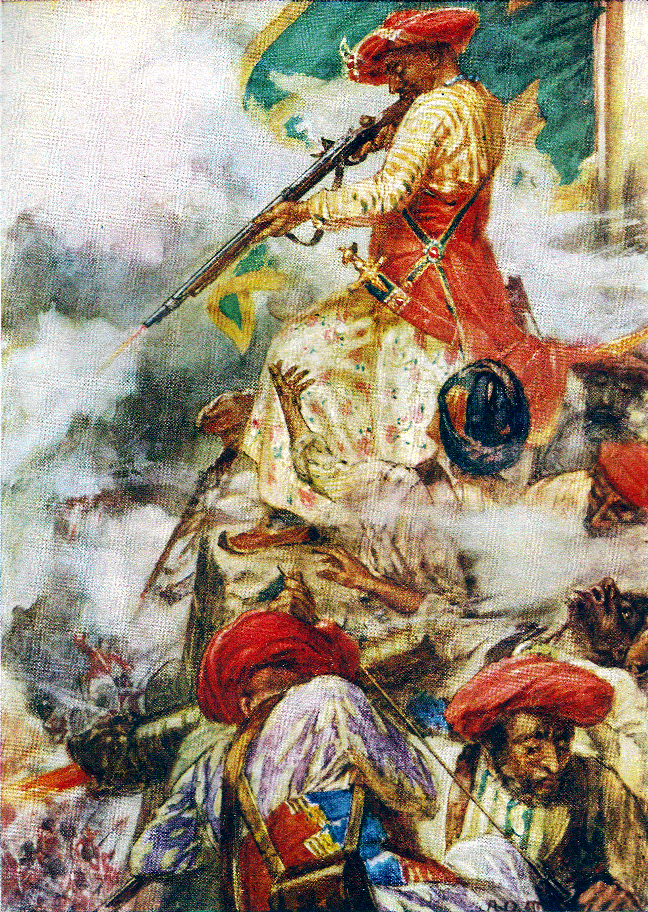
Tipû Sâhib au combat pendant le siège de Srirangapatna.

Pour Tipû Sâhib cette guerre a pour but de rétablir l'autorité de Mysore sur Malabar. En 1789, Tipû Sâhib conteste l'acquisition par Dharma Râja de Travancore de deux forteresses détenues par les Néerlandais dans le royaume de Cochin. En décembre, il rassemble des troupes à Coimbatore et le 28 décembre, il attaque la Nedumkotta (en) sur la frontière du Travancore, sachant que cet État est — selon le Traité de Mangalore (en) du 11 mars 1784 — un allié de la Compagnie britannique des Indes orientales. C'est ce qui déclenche la troisième guerre de Mysore.
Cette première attaque de la frontière fortifiée du Travancore, est repoussée à cause des inondations de mousson, de la forte résistance des forces du Travancore et du renfort des troupes britanniques,. La frontière est de nouveau attaquée par le Mysore, mais en raison de la résistance acharnée de l'armée de Travancore, Tipû ne parvint pas à percer les lignes de défense. Le Maharajah de Travancore fait alors appel à l'aide de la Compagnie des Indes orientales. En réponse, Lord Cornwallis mobilise l'argent de la compagnie et les forces militaires britanniques et forme des alliances avec les Marathes et les nizâm d'Hyderabad pour s'opposer à Tipû.
En 1790, les forces de la compagnie avancent et prennent le contrôle d'une grande partie du district de Coimbatore. Tipû contre-attaque, regagnant une grande partie du territoire, bien que les Britanniques continuent à tenir la forteresse de Coimbatore. Il descend ensuite dans la région carnatique, atteignant finalement Pondichéry, où il tente sans succès d'entraîner les Français dans le conflit.
En 1791, ses multiples adversaires avancent sur tous les fronts, la principale force britannique commandé par Cornwallis prenant Mangalore et menaçant Srirangapatna. Tipû harcèle les lignes d'approvisionnement et les communications britanniques et s'engage dans une politique de « terre brûlée » consistant à priver les envahisseurs des ressources locales. Par ce dernier effort, il écarte provisoirement la menace, car l'absence de provisions oblige Cornwallis à se retirer à Bangalore plutôt que de tenter un siège de Srirangapatna.
Après ce retrait, Tipû envoie des forces à Coimbatore, qui est reprise après un long siège (de mai 1791 au 2 novembre 1791).
La campagne de 1792 est néanmoins un échec pour Tipû. L'armée alliée est alors bien approvisionnée et Tipû ne peut empêcher la jonction des forces de Bangalore et de Bombay devant Srirangapatna. Après environ deux semaines de siège, Tipû ouvre des négociations sur les conditions de sa reddition.
Tipû Sâhib est contraint de signer le 18 mars 1792 le traité de Srirangapatna par lequel il perd la moitié de ses territoires au profit de ses ennemis, les Britanniques — qui s'emparent du Malabar, de Mangalore et du Coorg —, mais aussi les Marathes et le nizâm d'Hyderâbâd.
Il doit aussi payer trois millions de roupies à la Compagnie britannique des Indes orientales et laisser comme otages deux de ses fils, Abdul Khaliq et Maiz ud-Din, âgés de dix et huit ans, auprès de Cornwallis dans l'attente du paiement qui est effectué en deux versements échelonnés. Le sultan récupère ses fils à Madras 18 mois plus tard, après le dernier versement.
Tipû Sâhib, pour laver ces humiliations, recherche alors le soutien de la France républicaine, devenant même membre du club des Jacobins. Un certain François Ripaud plante un « arbre de la Liberté » à Srirangapatna et y déploie la bannière républicaine. Il reçoit même quelques troupes de la France.

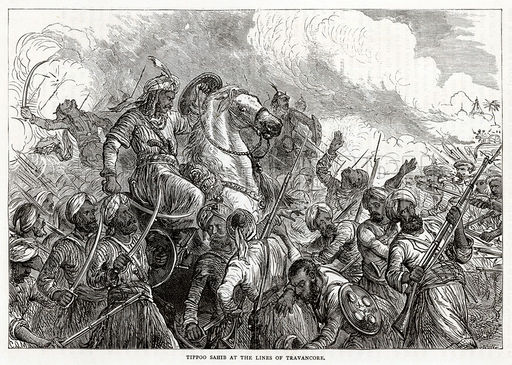
Tipû Sâhib sur la Nedumkotta.
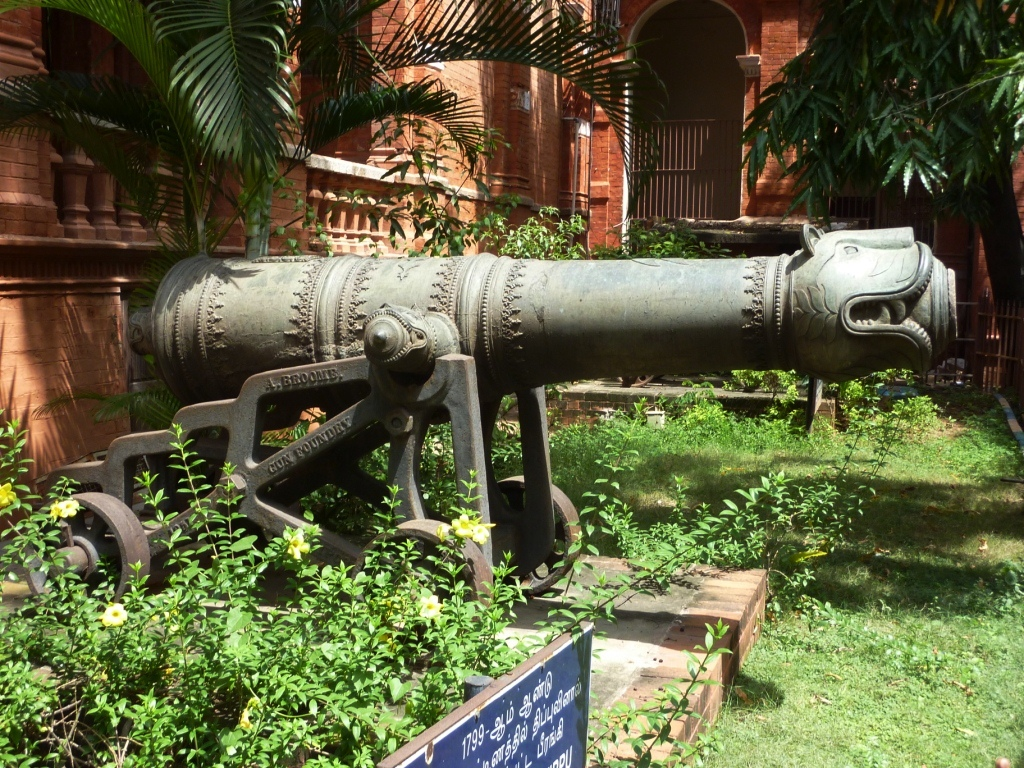
Canon utilisé par les forces de Tipû Sâhib à Srirangapatna.
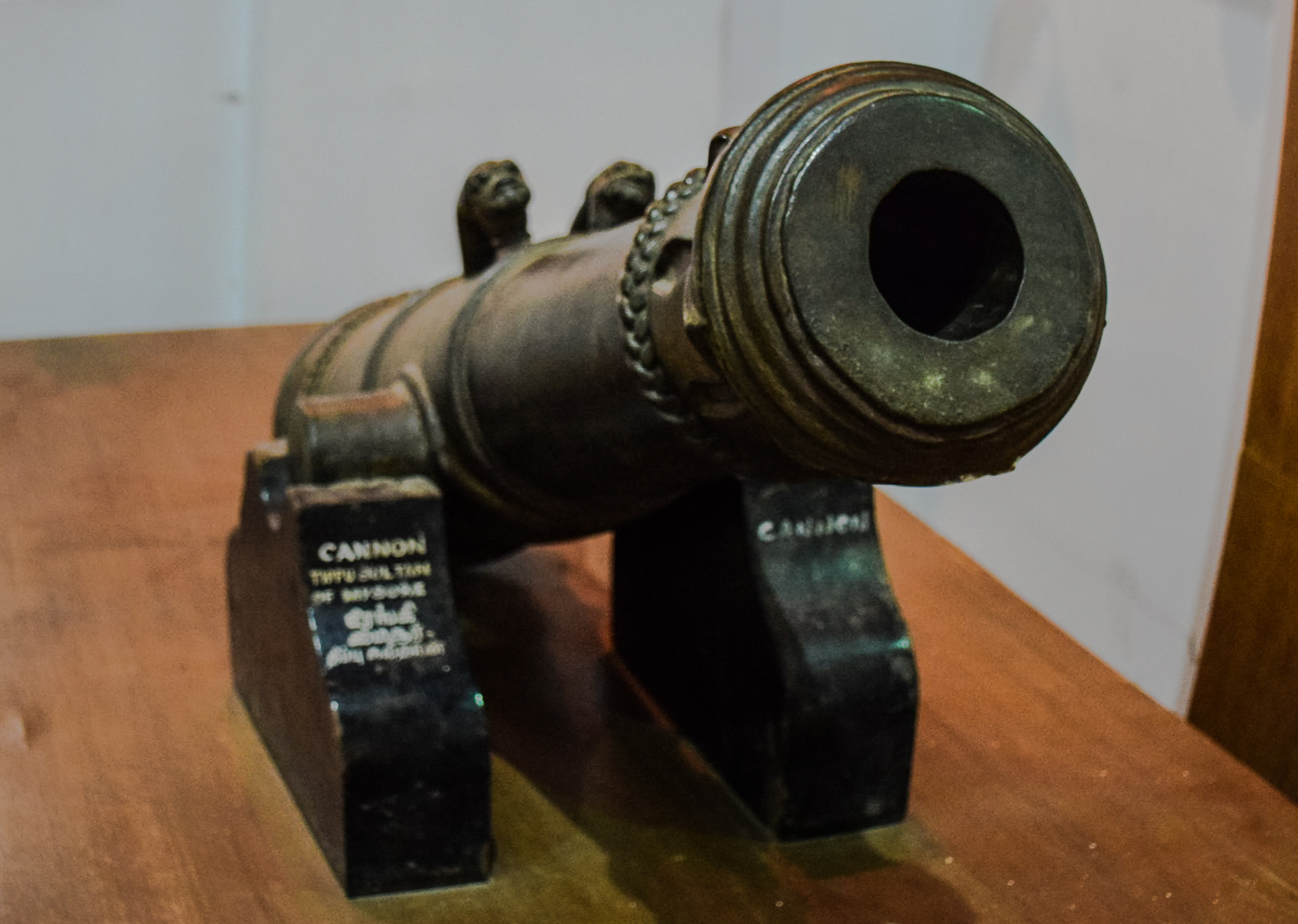
Tout petit canon utilisé par les forces de Tipû Sâhib (Musée du Gouvernement de Chennai).
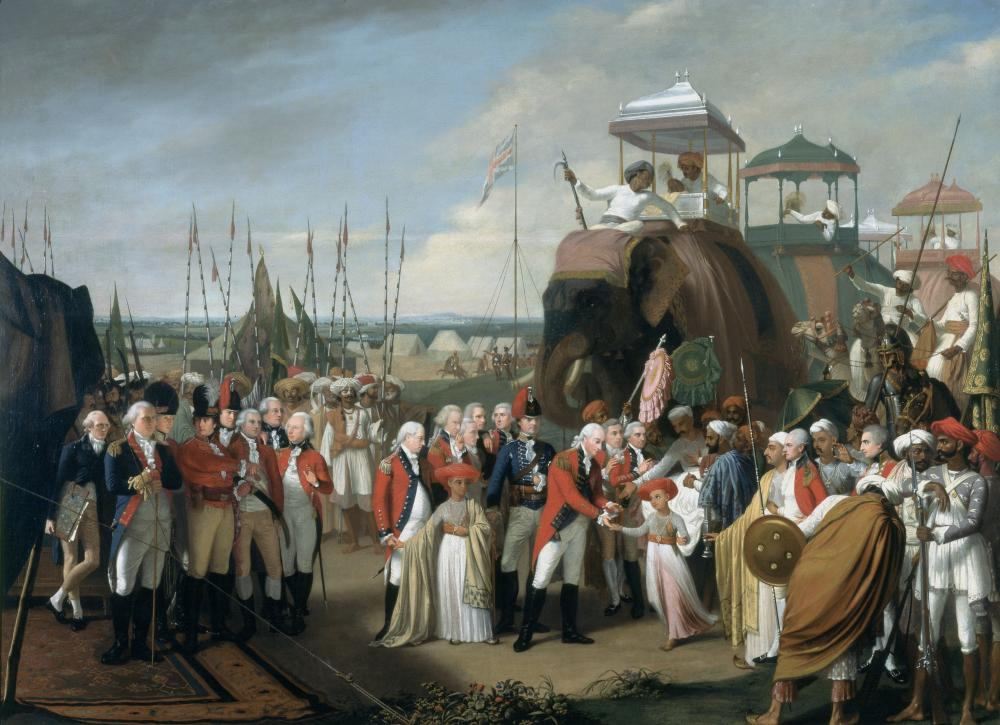
Charles Cornwallis recevant deux des fils de Tipû Sâhib en otage en 1793.

### Quatrième guerre du Mysore (1799)
Richard Wellesley est nommé gouverneur général des Indes en 1798. Sa mission est d'étendre la domination britannique sur le pays. La même année, l'expédition de Bonaparte en Égypte a pour but de menacer l'Inde et Mysore est un atout majeur dans ce plan.
Nelson ayant anéanti les ambitions du Directoire à la bataille d'Aboukir, les armées britanniques marchent sur Mysore en 1799 et assiègent sa capitale Seringapatam. La quatrième guerre de Mysore débute.

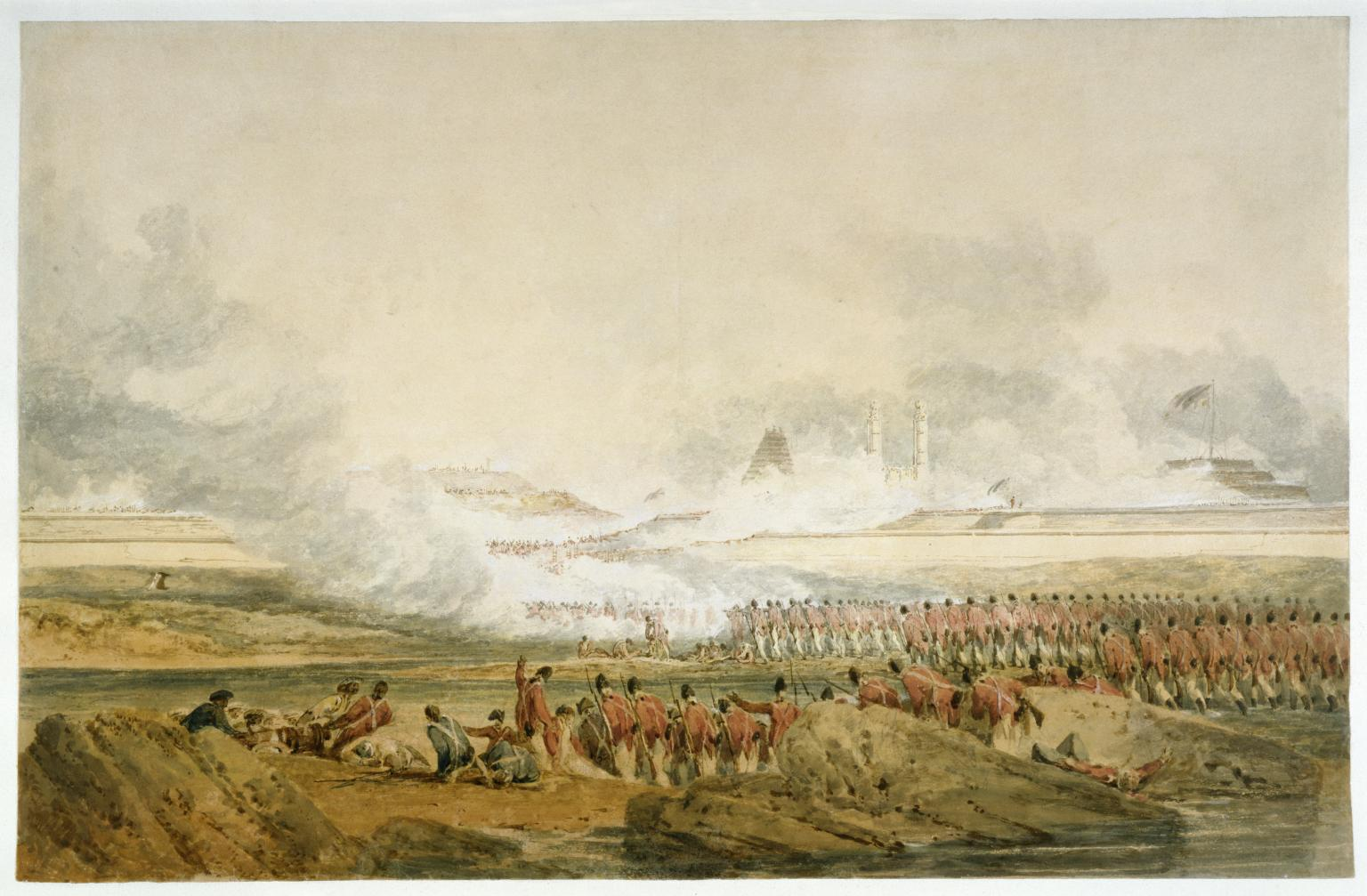
Le Siège de Seringapatam
William Turner, vers 1800
Tate Britain, Londres

Trois armées convergent vers Mysore en 1799, l'une indienne en provenance de Bombay et deux britanniques, dont l'une est commandée par Richard Wellesley. Elles assiègent la capitale Srirangapatna.
Plus de 26 000 soldats de la Compagnie britannique des Indes orientales, environ 4 000 Européens, une armée fournie par le nizâm d'Hyderabad composée de dix bataillons et de plus de 16 000 cavaliers, assiègent bientôt la capitale Srirangapatna. Ainsi ce sont plus de 50 000 hommes des forces britanniques et alliées auxquelles Tipû Sâhib ne peut opposer que 30 000 combattants environ. Le siège dure un mois.
Lorsque les forces britanniques percent enfin les murs de la ville, les conseillers militaires français conseillent à Tipû Sâhib de s'échapper par des passages secrets, mais avant de se jeter dans la mêlée pour la défense des murailles, il répond :

« Mieux vaut vivre un jour comme un tigre que mille ans comme un mouton. »

Tipû Sâhib meurt à 48 ans, après seize ans et demi de règne, en défendant sa capitale et son État, le 4 mai 1799, à la porte Hoally située à 300 m de l'angle nord-est du fort de Srirangapatna.
Il est inhumé le lendemain après-midi au Gumbaz (en), près de la tombe de son père.
De nombreux membres de la Compagnie britannique des Indes orientales étant convaincus que le nawab de la Carnatique, Umdat ul-Umara (en) a secrètement fourni une assistance à Tipû Sâhib pendant cette guerre, les Britanniques demandent sa déposition et annexent ses territoires en 1801 après sa mort.

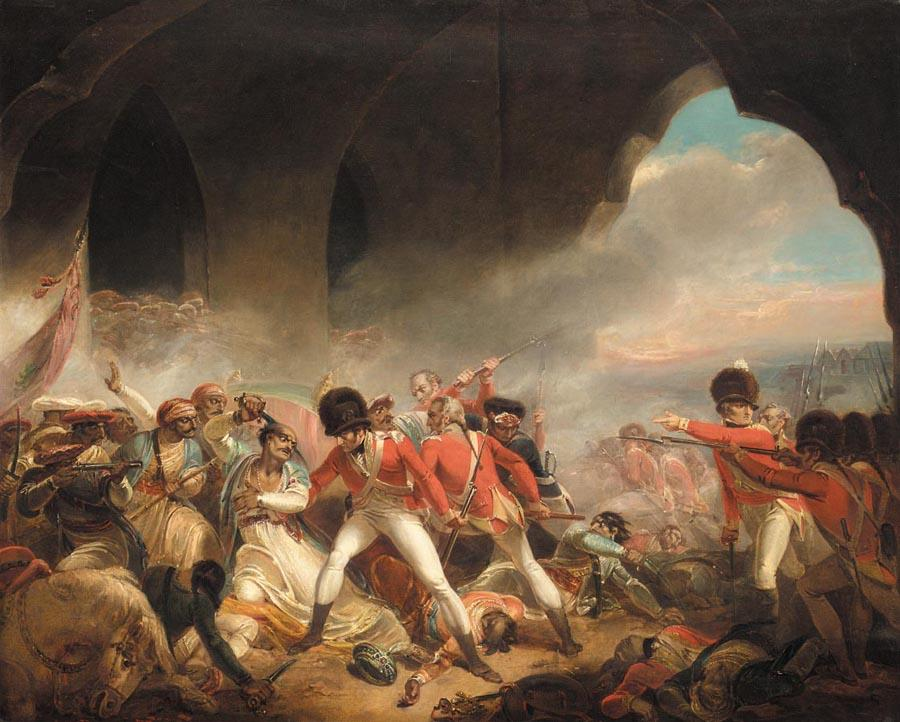
Le dernier effort et la chute de Tipû Sâhib.
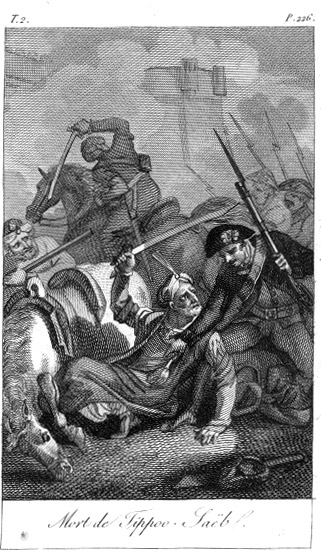
La mort de Tipû Sâhib.
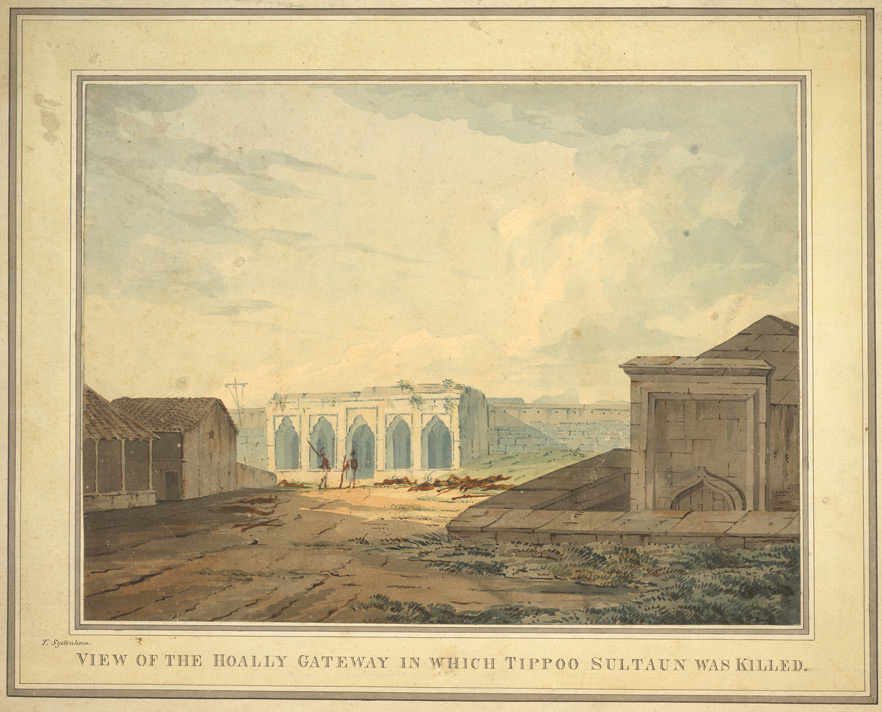
La porte Hoally où Tipû Sâhib trouve la mort.
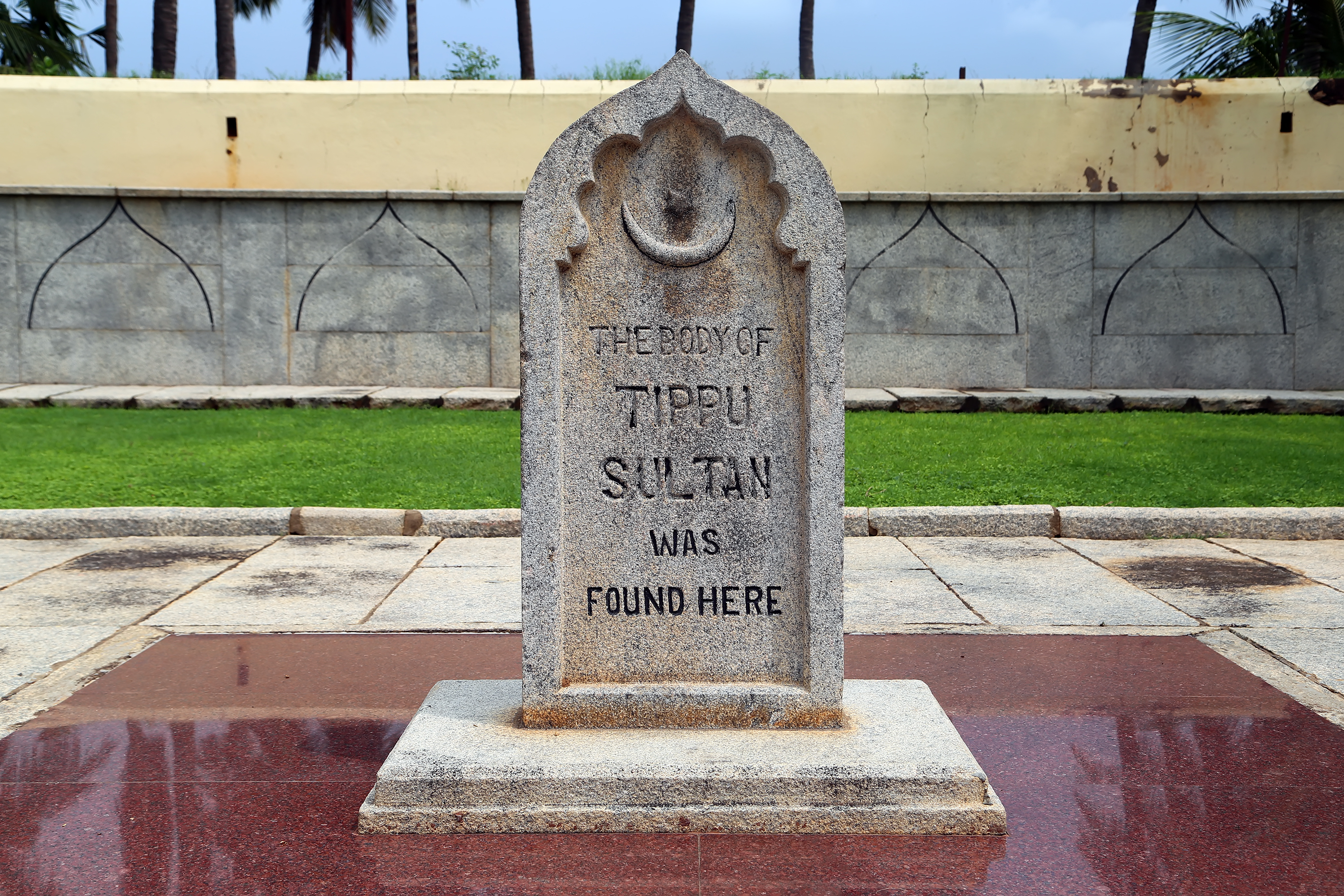
L'endroit à Srirangapatana où le corps de Tipû a été retrouvé.
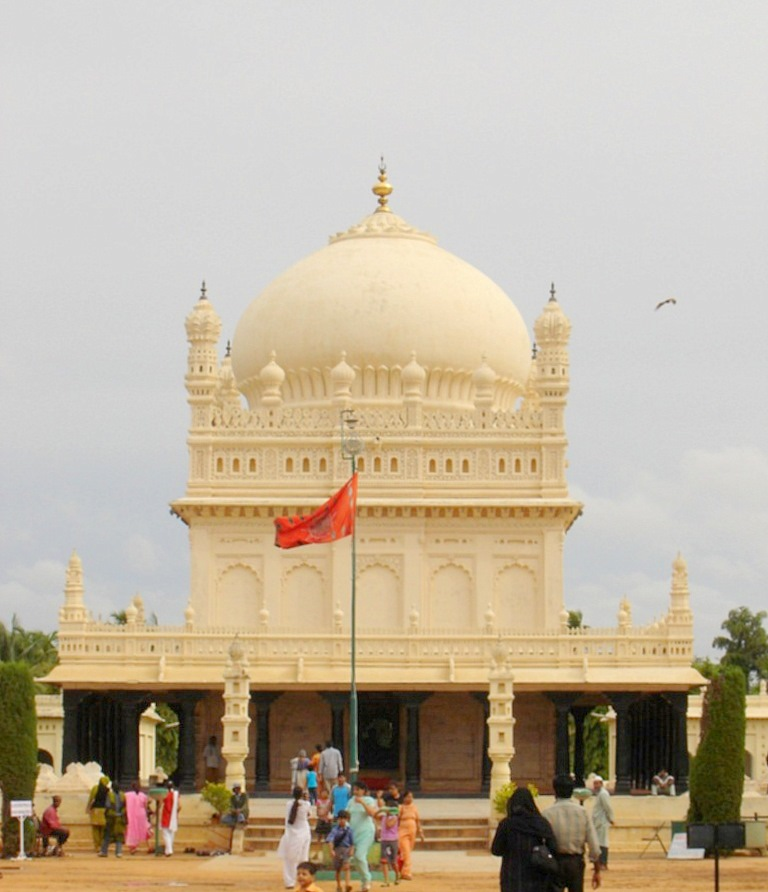
Mausolée de Tipû et de ses parents.

## Le règne du sultan Tipû

### Ses rapports avec les religions de l'Inde

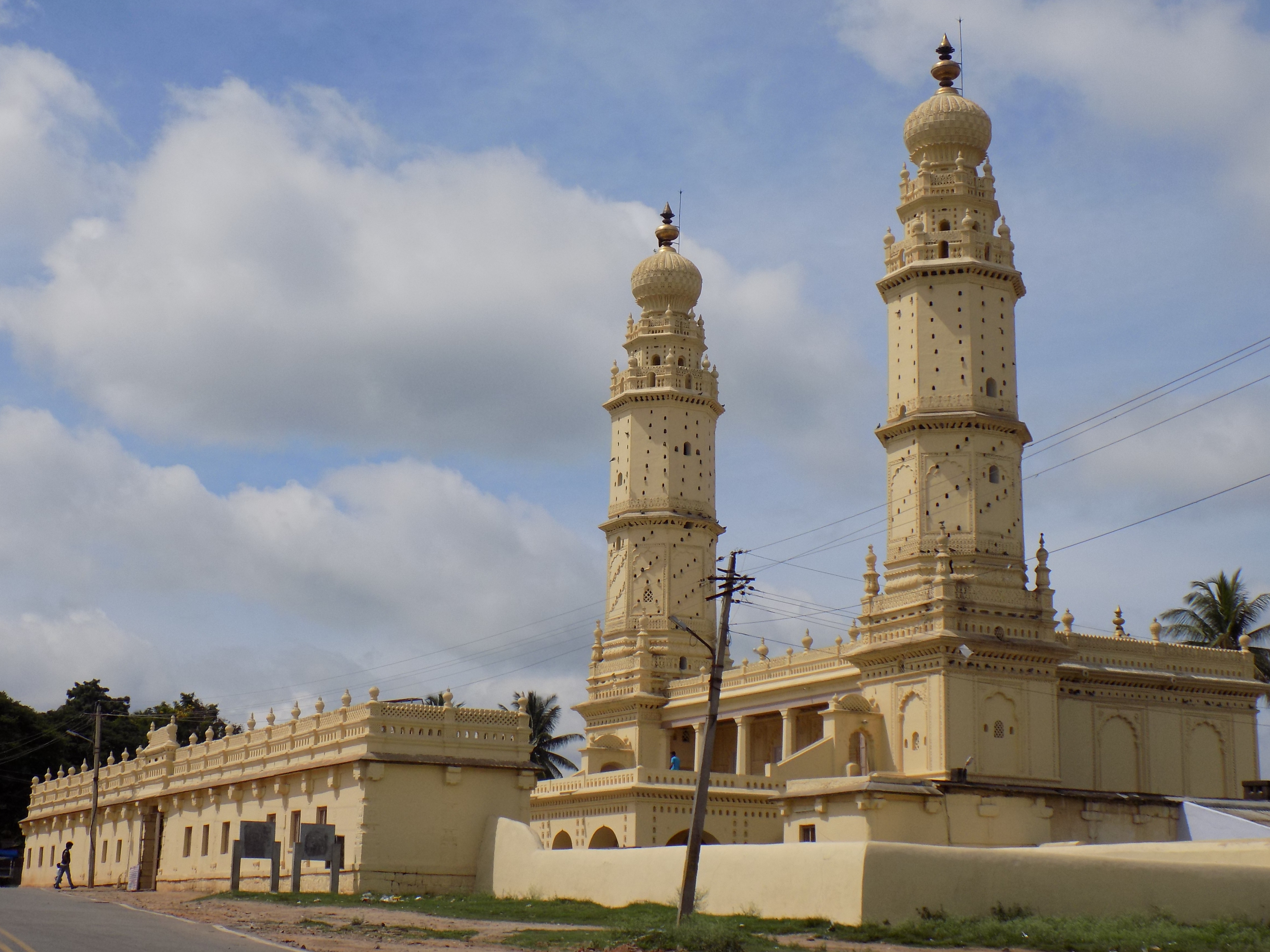
Mosquée Jama-Masjid dans le fort de Srirangapatna, construite sous le règne de Tipû Sâhib.

Tipû, le musulman, est aussi un personnage controversé et critiqué pour ses persécutions des hindous et des chrétiens,,.
Diverses sources décrivent les massacres et des emprisonnements,,, d'hindous à Savanur et dans les districts de Kodagu et de Nizamabad, de Nayars à Malabar et de chrétiens à Mangalore, ainsi que la destruction d'églises et de temples, comme autant de preuves de son intolérance religieuse.
D'autres sources mentionnent la nomination d'officiers hindous dans son administration et ses dons aux temples hindous,,, qui sont a contrario censées prouver sa tolérance religieuse.
À titre personnel, Tipû est un musulman pieux, qui prie tous les jours et prête une attention particulière aux mosquées de la région.
Bigot musulman ou massacreurs d'hindous et de chrétiens dans les états conquis, la controverse sur son héritage religieux n'est toujours pas éteinte aujourd'hui,,,.

#### Attitude avec l'hindouisme
L'administration de Mysore pendant le règne de Tipû compte de nombreux hindous à des postes de responsabilité. Le "ministre des finances" Krishna Rao, celui des Postes Shamaiya Iyengar, celui de la Police son frère Ranga Iyengar et Purnaiya qui occupe le poste très important de "Mir Asaf", ainsi que les ambassadeurs Moolchand et Sujan Rai à la cour des Moghols, sont tous hindous.
Des dons de bijoux et de concessions de terres sont effectués à plusieurs temples, afin de conclure des alliances avec des dirigeants hindous. Entre 1782 et 1799, Tipû Sâhib émet 34 actes (Sanads) de dotation aux temples de ses territoires, tout en offrant à beaucoup d'entre eux des cadeaux en argent et en or.
Le temple Srikanteshwara (en) de Nanjangud possède encore une coupe joaillière offerte par le sultan. Il offre un linga de jade au temple Ranganathaswamy (en) de Srirangapatna, ainsi que sept tasses et un brûle-parfum en argent. Au temple Lakshmikanta (en) de Kalale il donne de la vaisselle d'argent,.
L'affaire du temple de Shringeri - Malgré sa méfiance envers les hindous, Tipû s'évertue à faire respecter chaque croyance. Il intervient alors directement. Par exemple, à la suite du saccage du temple de Shringeri.
Cet évènement a lieu pendant la guerre contre l'Empire marathe en 1791, lorsqu'un groupe de cavaliers de Mysore fait une descente dans le temple de Shringeri, l'un des quatre Matha (monastère) du célèbre maître spirituel hindou Shankaracharya. Il y a des morts et des blessés, y compris des brahmanes (moines), le monastère a été pillé et le sanctuaire profané. Informé de ce forfait, Tipû Sâhib exprime son indignation et sa peine à la nouvelle du raid :

« Les gens qui ont péché contre un tel lieu saint sont sûrs de subir les conséquences de leurs méfaits à une date proche dans cet âge de Kali, conformément au verset : "Hasadbhih kriyate karma rudadbhir-anubhuyate" (Les gens font des actes maléfiques en souriant, mais souffrent les conséquences en pleurant). »

Il ordonne immédiatement à son ministre des finances d'indemniser le monastère en espèces, en cadeaux et de réparer les dégâts du temple. Son intérêt pour le temple se poursuit ensuite pendant de nombreuses années et il écrivait encore aux Swami à la fin des années 1790. Une trentaine de lettres écrites en Kannada, ont été échangées entre la cour de Tipû Sâhib et le temple. Cet important courrier a été découverts en 1916 par le Directeur de l'Archéologie à Mysore.
Dans d'autres circonstances, Tipû s'avère très rigoriste, comme il l'est avec les Lyngayats dont il trouve les pratiques offensantes à la règle islamique et qu'il ordonne la mutilation des femmes lingayates qui ne respectent pas ses codes vestimentaires.

#### Persécution des Hindous en dehors du Mysore
À Kodagu (Coorg pour les Britanniques) - Le peuple Kodava (en) dont la langue est le Kodagu s'est longtemps opposé à Haidar Alî, puis à son fils.
En 1784, après une offre de paix qui n'est qu'une ruse, Tipû lance une attaque surprise contre le peuple Kodava qui fait 500 tués. Plus de 40 000 Kodavas fuient dans les bois et les montagnes. Des dizaines de milliers de Kodavas sont capturés et déportés à Srirangapatna. Ils sont promis à la conversions forcée à l'Islam, à la torture ou à la mort.
À Srirangapatna, les jeunes hommes sont tous circoncis de force et incorporés dans l'armée du sultan Tipû. Selon les sources, britannique ou hindoue, le nombre réel de Kodavas qui ont été capturées lors de l'opération varie de 70 000 à 85 000 hommes, femmes et enfants.
Ces chiffres sont toutefois controversés car dans une lettre à son général Runmust Khan, Tipû lui-même écrit, :

« Nous avons procédé avec la plus grande rapidité, et aussitôt, nous avons fait prisonniers 40 000 Coorgis qui cherchaient des occasions d'embuscades et de sédition, qui s'alarmaient à l'approche de notre armée victorieuse, s'étaient glissés dans les bois, et se cachaient dans de hautes montagnes, inaccessibles même aux oiseaux. Puis en les emmenant loin de leur pays natal (le lieu de la sédition), nous les avons élevés à l'honneur de l'Islam et les avons incorporés dans notre corps d'armée Ahmadiyya. »

 À Kasaragod (près de Mangalore) - Tipû envoie une lettre menaçante le 19 janvier 1790 au gouverneur de Bekal près de Kasaragod, Budruz Zuman Khan dans laquelle il écrit :

« Ne savez-vous pas que j'ai remporté une grande victoire récemment à Malabar et que plus de quatre lakh hindous (40 000 se sont convertis à l'Islam ? Je suis déterminé à marcher contre ce maudit Râma Varmâ (le raja de Travancore) très bientôt. Comme je suis ravi à l'idée de le convertir lui et ses sujets à l'Islam, j'ai heureusement abandonné l'idée de retourner à Srirangapatna maintenant. »

Au Nord du Malabar - En 1788, Tipû entre à Malabar pour réprimer une rébellion des Nayars les menaçant de mort ou de circoncision. Le raja Nayars Chirakkal Raja d'abord reçu avec distinction pour s'être rendu volontairement a ensuite été pendu. Tipû divisa ensuite les territoires de Malabar en districts, avec trois officiers dans chaque district chargés d'évaluer les richesses et de collecter les revenus.
À Calicut  - En 1788, Tipû ordonne à son gouverneur de Calicut, Sher Khan, de commencer le processus de conversion des hindous à l'Islam et en juillet de la même année, 200 brahmanes sont convertis de force.

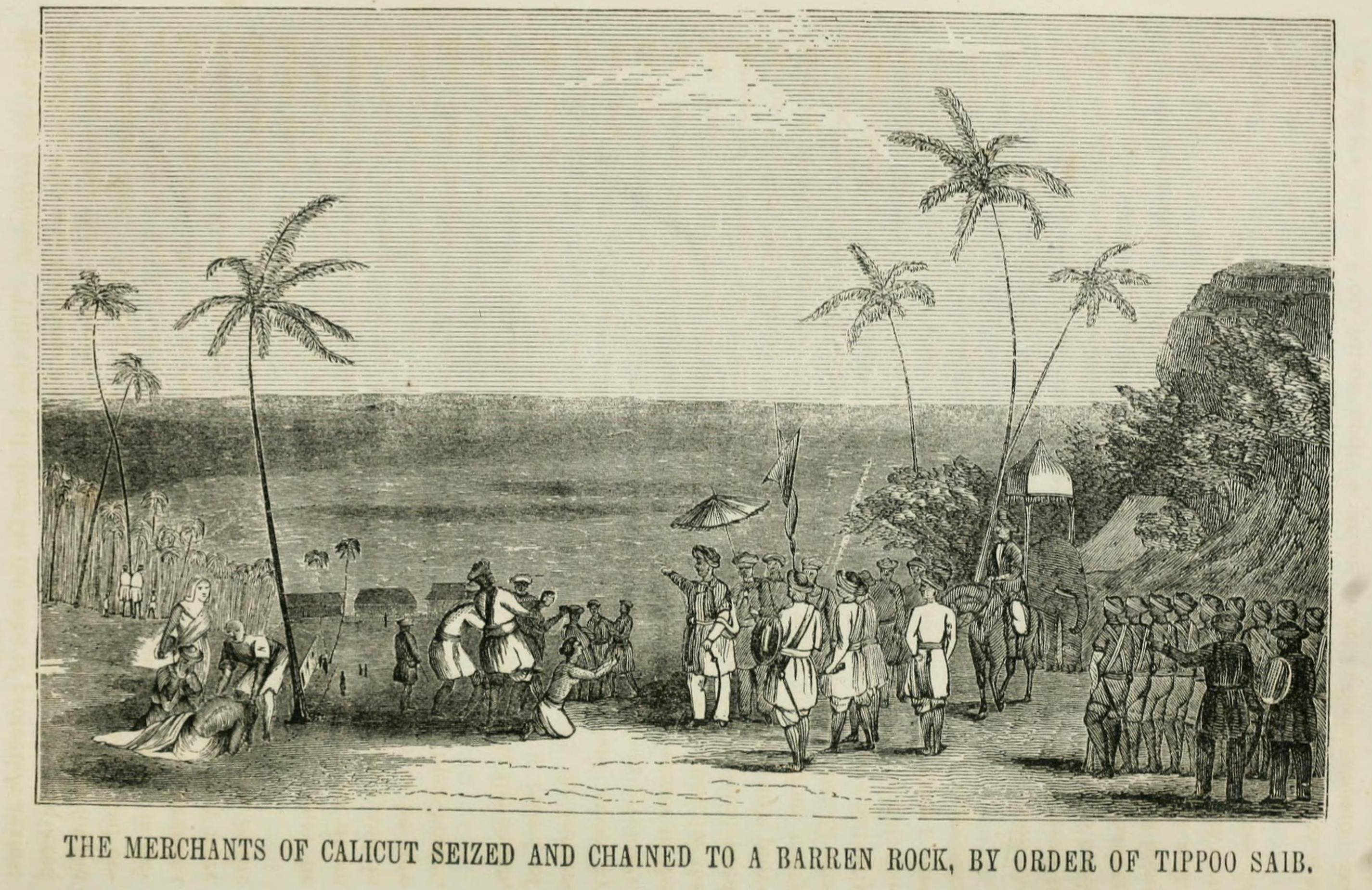
Les marchands de Calicut sont enchaînés sur des rochers, par ordre de Tipû Sâhib.

La destruction du Palais de Vitla (en) - En 1784, Tipû Sâhib capture Achuta Heggade, roi de Vitla. Il le fait décapiter et mettre le feu à l'ancien palais des rois de Vitla. C'était un ancien palais sacré de la dynastie dont la construction remontait à l'époque où les premiers rois s'installèrent dans cette région.

#### Persécutions des chrétiens
Tipû est considéré comme anti-chrétien par plusieurs historiens, alors que d'autres affirment qu'en expulsant les prêtres chrétiens, Tipû n'a fait que suivre le précédent établi par ses rivaux européens, et estime que les rencontres et les relations de Tipû avec les chrétiens d'origine européenne et indienne étaient conformes à l'esprit de son temps et avaient également une dimension politique.
Déportation des catholiques de Mangalore - La captivité des catholiques mangaloréens à Srirangapatna, qui commence le 24 février 1784 et se termine le 4 mai 1799, reste toutefois un moment tragique de leur histoire.

Un manuscrit, le "Barkur", rapporte que Tipû aurait dit : 

« Tous les Musulmans devraient s'unir et considérer l'anéantissement des infidèles comme un devoir sacré, travailler au maximum de leur pouvoir pour accomplir cette mission. »

Peu après le traité de Mangalore en 1784, Tipû prend le contrôle de la côte de Kanara et ordonne de capturer les chrétiens du Kanara, de confisquer leurs biens et de les déporter vers Srirangapatna la capitale de son empire. Ils y sont conduits à pied jusqu'au fort de Jamalabad situé sur un piton granitique accessible par un chemin étroit et 1876 marches.

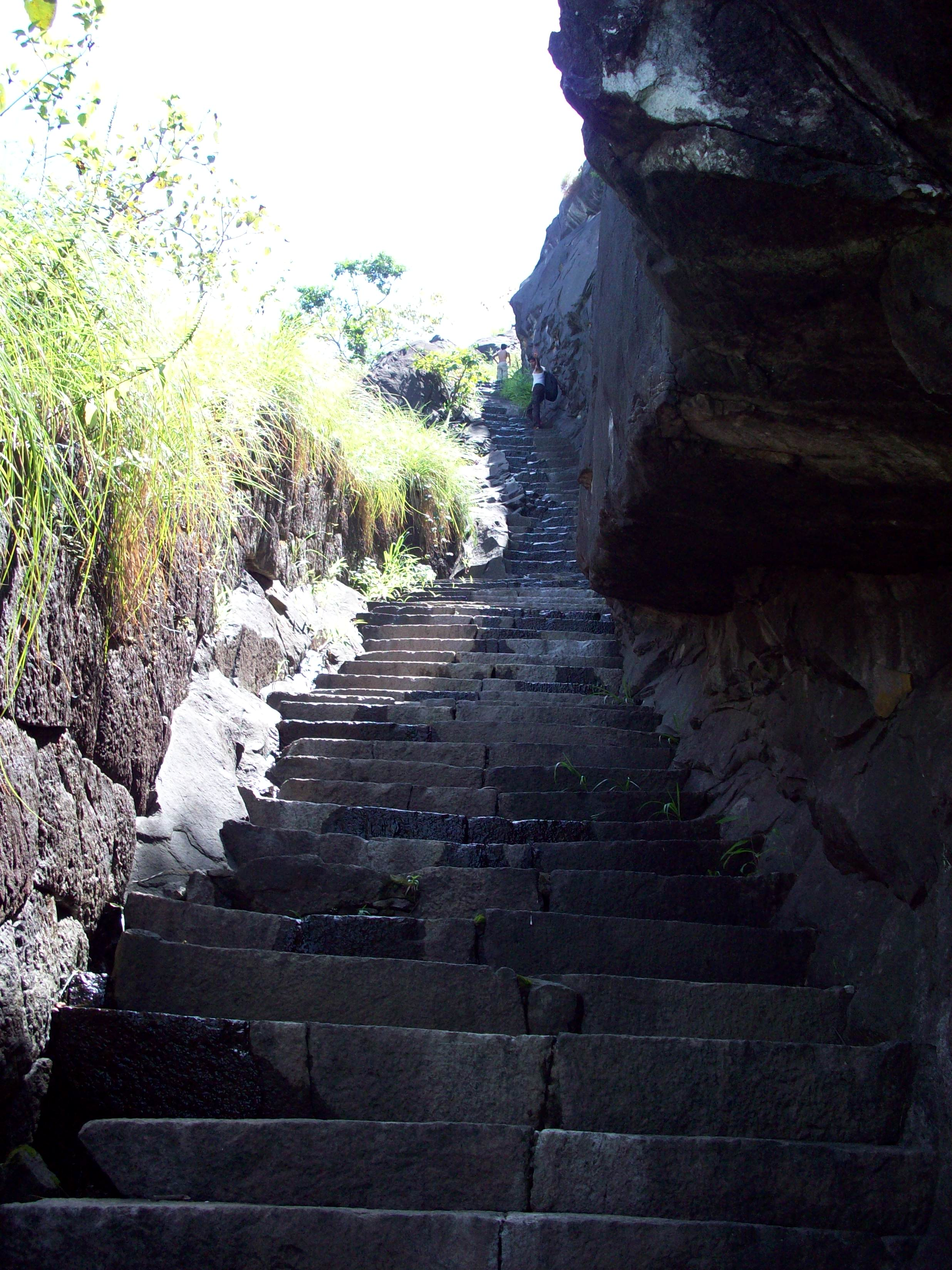
Montée vers le fort de Jamalabad

Cependant, il n'y avait pas de prêtres parmi les captifs. Avec le Père Miranda, 21 prêtres sont arrêtés et expulsés vers Goa, doivent acquitter une amende de 200 000 roupies et sont menacés d'être pendus s'ils s'avisent de revenir un jour.
Tipû ordonne la destruction de 27 églises catholiques du Kanara et du séminaire du Père Miranda.
Les sources britanniques - souvent tendancieuses envers leur irréductible ennemi - sont à prendre avec circonspection. Selon le Major-général Thomas Munro (en), environ 60 000 personnes, près de 92 % de l'ensemble de la communauté catholique mangaloréenne ont été capturées ; seulement 7 000 se sont échappées. Francis Buchanan-Hamilton évoque 70 000 personnes capturées, sur une population de 80 000, dont 10 000 s'échappent. Les captifs sont forcés de grimper à plus de 1 200 m à travers la jungle des chaînes de montagnes des Ghats occidentaux sur 280 km de Mangalore à Srirangapatna et le voyage dure six semaines.
Selon les registres du gouvernement britannique, 20 000 d'entre eux sont morts pendant cette marche vers SrirangapatnaJames Scurry (en) un officier britannique fait prisonnier avec les catholiques mangaloréens, évoque 30 000 conversions forcées à l'Islam, ainsi que les mariages forcés des jeunes femmes et des jeunes filles avec les musulmans qui y vivent. Il raconte que les jeunes hommes qui résistaient ont eu le nez, la lèvre supérieure et les oreilles coupés.
Selon un survivant de la captivité, si une personne qui s'était échappée de Srirangapatna était retrouvée, la punition - par ordre de Tipû - était de lui couper les oreilles, le nez, les pieds et une main. Le Gazetteer of South India évoque 30 000 chrétiens de la côte ouest circoncis de force et déportés à Mysore.
La persécution des chrétiens par Tipû s'est même étendue aux soldats britanniques capturés. Il y a un nombre important de conversions forcées de captifs britanniques entre 1780 et 1784. Après leur défaite désastreuse à la Bataille de Pollilur de 1780, 7 000 hommes et femmes britanniques sont faits prisonniers et enfermés dans la forteresse de Srirangapatna. Après dix ans de captivité, James Scurry, l'un de ces prisonniers, a raconté qu'il avait oublié comment s'asseoir sur une chaise et utiliser un couteau et une fourchette.

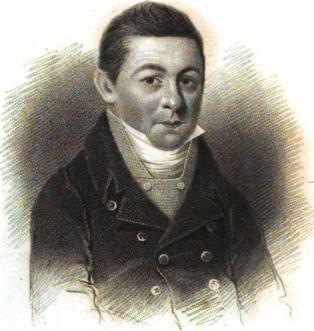
L'officier britannique James Scurry prisonnier de Tipû pendant 10 ans.

Lors de la reddition du fort de Mangalore et le retrait des Britanniques, tous les étrangers non britanniques restants furent tués, ainsi que 5 600 catholiques mangaloréens. La rivière Netravati était si empuantie par l'odeur des cadavres, que les riverains ont été forcés de quitter leurs maisons.
L'archevêque de Goa écrivait en 1800 : "Il est notoirement connu dans toute l'Asie et dans toutes les autres parties du globe, de l'oppression et des souffrances vécues par les chrétiens du Dominion du roi de Kanara, pendant l'usurpation de ce pays par Tipû Sâhib, de sa haine implacable contre ceux qui se sont avérés chrétiens".
L'église syro-malabare - Lors de l'invasion du Malabar par Tipû Sâhib de nombreuses églises au Kerala du Nord et à Cochin ont été endommagées. L'ancien séminaire syrien d'Angamaly qui avait été le centre de l'enseignement religieux catholique depuis le IVe siècle a été rasé par les soldats de Tipû. Beaucoup de manuscrits religieux séculaires ont été perdus à jamais. L'église a ensuite été transférée à Kottayam où elle existe encore aujourd'hui.
Au cours de cette invasion, de nombreux membres de l'Église de Malabar ont été tués ou convertis de force à l'Islam. La plupart de leurs plantations de noix de coco, de noix d'arec, de poivre et de noix de cajou ont également été détruites par l'armée d'invasion. La communauté chrétienne syrienne a fui Calicut et ses environs vers de nouveaux centres où il existait déjà des chrétiens. Ils ont par exemple trouvé refuge au Travancore, où le résident britannique les a aidés et où les dirigeants leur ont donné des terres, des plantations et encouragé leurs entreprises.
Traitement des prisonniers - Lors de la prise de Srirangapatna par les Britanniques en 1799, les corps de treize prisonniers britanniques assassinés ont été découverts, tués soit en se faisant briser le cou, soit en se faisant enfoncer des clous dans la tête.

### L'administrateur

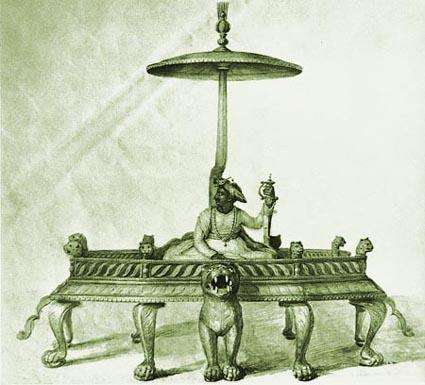
Tipû Sâhib sur son trône.

L'apogée de la puissance économique du royaume de Mysore se produit sous le règne de Tipû Sâhib à la fin du XVIIIe siècle. Avec son père Haidar Alî, il s'est lancé dans un ambitieux programme de développement économique, visant à augmenter la richesse et les revenus de Mysore,,. Ce programme a fait de Mysore une grande puissance économique, avec des salaires réels et des niveaux de vie parmi les plus élevés du monde à la fin du XVIIIe siècle.
Sous Tipû Sâhib, à Mysore les niveaux de vie sont supérieurs à ceux de la Grande-Bretagne qui, sont les niveaux de vie les plus élevés d'Europe. Le niveau de vie, est de 2 000 $ par habitant alors que le revenu national par habitant en 1820 est de 1 706 $ pour la Grande-Bretagne.
Tipû Sâhib introduit un certain nombre d'innovations administratives au cours de son règne, y compris sa monnaie, un nouveau calendrier (lunisolaire) et un nouveau système de revenus fonciers qui a initié la croissance de l'industrie de la soie de Mysore.
Cette industrie de la soie voit le jour sous le règne de Tipû Sâhib, lorsqu'il envoie un expert au Bengale pour étudier la sériciculture et le traitement de la soie. Après quoi Mysore commence à développer l'élevage de races de vers à soie polyvoltines.

### Le guerrier et l'artilleur
Le stratège : Selon l'historien Dulari Qureshi, Tipû Sâhib était un roi guerrier féroce et un manœuvrier si rapide qu'il semblait, pour l'ennemi, combattre simultanément sur plusieurs fronts. Il réussit effectivement à soumettre temporairement tous les petits royaumes du sud. Il fut aussi l'un des rares dirigeants indiens à avoir vaincu les armées britanniques.
Les fusées de Mysore : Sous la direction de Tipû Sâhib, la technique militaire connaît une avancée notable avec l'utilisation de fusées. L'effet produit par ces armes sur les Britanniques pendant les troisième et quatrième guerres de Mysore inspirera le colonel William Congreve pour inventer ses propres fusées, les fusées Congreve.

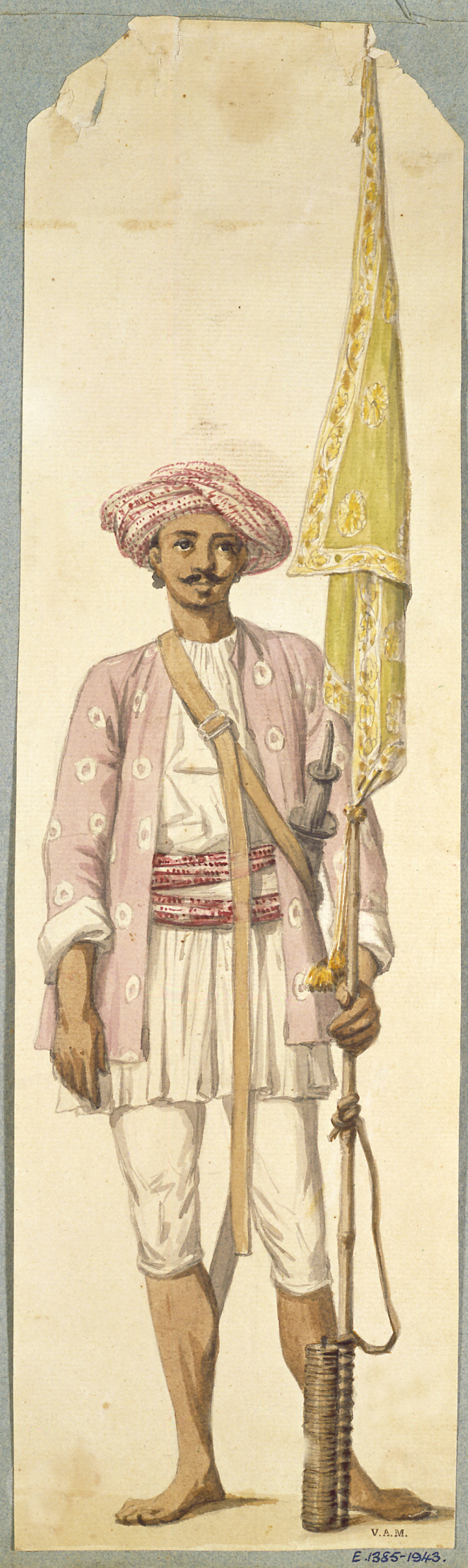
Un artilleur et sa roquette.

Tipû est ainsi considéré comme un pionnier dans l'utilisation des roquettes. Il déploie ces ancêtres des roquettes contre les forces britanniques et leurs alliés au cours des Guerres du Mysore, y compris à la bataille de Pollilur et au siège de Srirangapatna. Il est aussi à l'origine d'un "manuel militaire" le Fathul Mujahidin (en) distribué à ses officiers, définissant l'utilisation de ces armes et de leurs servants.

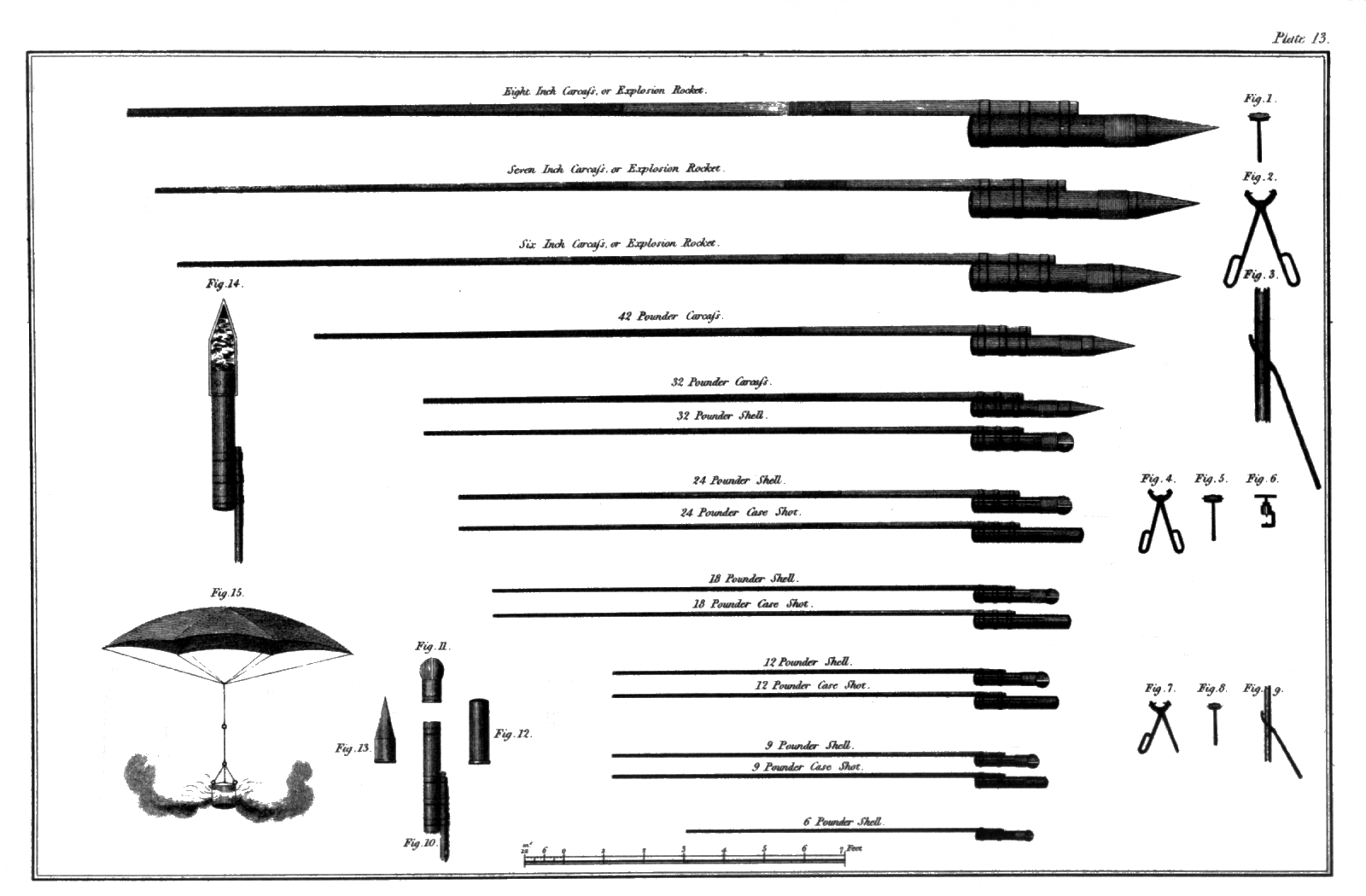
Panoplie de l'artillerie de Tipû Sâhib

Le père de Tipû Sâhib a, avant lui, développé l'utilisation de la fusée, par des innovations décisives dans les fusées elles-mêmes et dans la logistique militaire de leur utilisation. Il a déployé jusqu'à 1 200 soldats spécialisés dans son armée pour faire fonctionner des lance-roquettes. Ces "artilleurs" sont habiles à utiliser leurs armes et sont entraînés à lancer leurs fusées selon une hausse calculée en fonction du diamètre du cylindre et de la distance par rapport à la cible. Les roquettes sont munies de deux pales affûtées sur les côtés et, lorsqu'elles sont tirées en masse, elles se dispersent et provoquent des dégâts considérables contre une grande armée.
Après la mort d'Haidar, Tipû développe considérablement l'usage des roquettes, déployant jusqu'à 5 000 lanceurs à la fois. Les roquettes déployées par Tipû pendant la Bataille de Pollilur (1780) sont beaucoup plus avancées techniquement que celles que la Compagnie britannique des Indes orientales avait subies auparavant, principalement en raison de l'utilisation de tubes de fer pour retenir le carburant propulseur, ce qui permettait une poussée et une portée plus élevées (jusqu'à 2 km) pour ses roquettes.
Les récits britanniques décrivent l'utilisation des roquettes pendant les troisième et quatrième guerres du Mysore.
Au cours de la bataille cruciale de Srirangapatna en 1799, des obus britanniques frappent un magasin contenant des roquettes, le faisant exploser dans un nuage imposant de fumée noire et d'éclairs. Après la défaite de Tipû, les Britanniques s'emparent d'un certain nombre de ces "fusées de Mysore". Ils s'en inspirent pour développer leurs propres armes qu'ils utilisent ensuite pendant les Guerres napoléoniennes.
La marine : En 1786, Tipû, suivant une idée de son père, décide de construire une flotte composée de 20 vaisseaux de 72 canons et de 20 autres de 62 canons. En 1790, il nomme Kamaluddin son Mir Bahar (ministre de la Marine) et établit d'immenses chantiers navals.
Le "conseil d'administration" de la marine de Tipû Sâhib - ses Lords de l'Amirauté - est composé de 11 commandants ou Mir Yam. Un Mir Yam dirige 30 amiraux et chacun d'eux commande deux vaisseaux. Tipû Sâhib ordonne que les coques de ses navires aient un revêtement de cuivre, une technique qui augmente la longévité des navires et qui a été introduite auprès de Haidar par le vice-amiral Pierre André de Suffren en 1782.
La cavalerie 
Pour fournir son armée, il créa le haras de Kunigal.

### Le diplomate
Tipû Sâhib est connu pour avoir envoyé de nombreuses missions diplomatiques vers l'Empire ottoman, le Sultanat d'Oman, la Dynastie Zand ou l'Empire durrani. Le sultan fait également de nombreuses propositions à la France, notamment sous la royauté en 1786, 1787 et pendant la Révolution en 1794 et 1796.

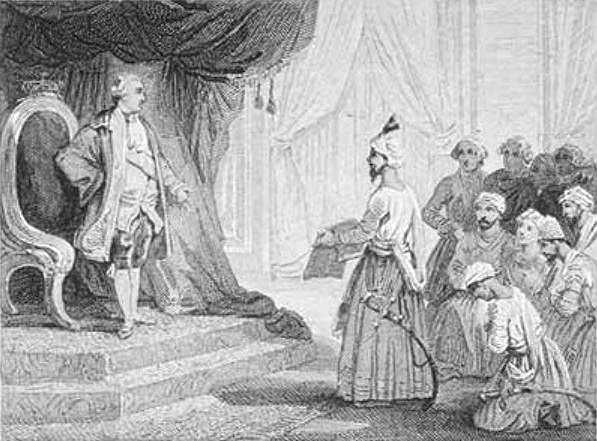
Louis XVI recevant les ambassadeurs de Tipû Sâhib en 1788.

En 1794, avec l'aide d'officiers républicains français, Tipû aide même à fonder le Club Jacobin de Mysore (en) pour "l'élaboration de lois conformes aux lois de la République". Il plante un arbre de la liberté et se déclare "citoyen Tipoo".
Ces contacts, jugés extrêmement dangereux par les Britanniques, ne reprennent qu'avec le retour de Napoléon Bonaparte de la Campagne d'Italie (1796-1797) et l'abandon du projet d'invasion de l'Angleterre. L'une des motivations de Bonaparte lors de la Campagne d'Égypte est d'établir une jonction avec l'Inde contre les Britanniques. Bonaparte souhaite établir une présence française au Moyen-Orient, avec le rêve ultime de s'associer à "Tippoo Sahib".
Le général Bonaparte assura au Directoire que "dès qu'il aura conquis l'Égypte, il établira des relations avec les princes indiens et, avec eux, attaquera les Anglais dans leurs possessions ». Selon un rapport de Talleyrand daté du 13 février 1798 : «Ayant occupé et fortifié l'Égypte, nous devrions envoyer une force de 15 000 hommes de Suez vers l'Inde, pour rejoindre les forces de Tipû Sahib et chasser les Anglais." .

#### Relations avec l'Empire moghol
Haidar Alî et Tipû Sâhib devaient tous deux leur allégeance nominale à l'Empereur moghol, Shah Alam II ; tous deux ont été décrits comme étant des Nawab par la Compagnie britannique des Indes orientales dans tous les traités existants. Mais contrairement aux nawabs de la Carnatique, les deux sultans de Mysore n'ont pas reconnu la suprématie des Nizam d'Hyderabad.
Immédiatement après son couronnement en tant que "Badshah", Tipû Sâhib demande l'investiture de l'empereur moghol et reçoit le titre de "Nasib-ud-Daula" avec réticence de la part de Shah Alam II. Tipû s'autoproclame "Sultan", ce qui lui attire l'hostilité du Nizam Ali Khan, le Nizam d'Hyderabad, qui exprime clairement son hostilité auprès de l'empereur moghol et en exprimant des revendications sur Mysore. Découragé, Tipû Sâhib commence donc à établir des contacts avec d'autres dirigeants musulmans de l'époque.
Tipû Sâhib dirige lui-même sa diplomatie avec les nations étrangères, dans sa quête pour débarrasser l'Inde de la Compagnie des Indes orientales et pour s'assurer l'aide internationale de la France. Comme son père avant lui, il mène des batailles au nom de nations étrangères ce qui n'est pas dans le meilleur intérêt de Shah Alam II dont certains de ces états sont en mauvais terme avec les moghols.
Après que l'eunuque Ghulam Qadir eut fait aveugler Shah Alam II le 10 août 1788, Tipû Sâhib aurait pourtant fondu en larmes.

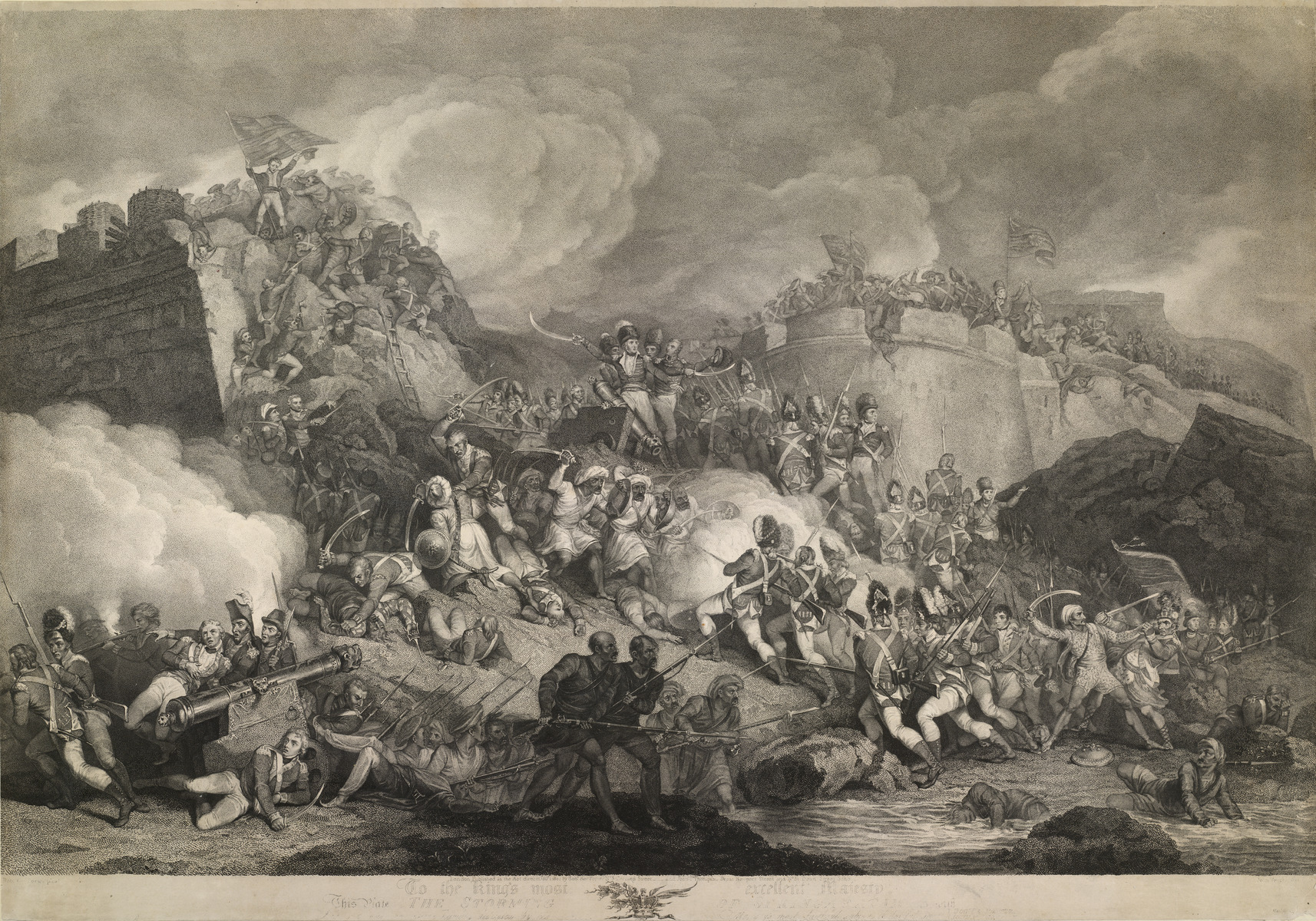
Les forcesde Tipû Sâhib au siège de Srirangapatna.

Après la chute de Srirangapatna, l'empereur aveugle éprouve des remords pour Tipû, mais conserve toutefois sa confiance au Nizam de Hyderabad, qui avait à ce moment conclu la paix avec les Anglais.

#### Relations avec l'Afghanistan
Après avoir fait face à de sérieuses menaces de la part de l'Empire marathe, Tipû Sâhib commence à se rapprocher du souverain afghan Zaman Shah de la tribu Durrani, pour pouvoir vaincre les Britanniques et les marathes. Au départ, Zaman Shah accepte d'aider Tipû, mais une attaque perse à la frontière occidentale de l'Afghanistan lui impose de tourner ses forces de ce côté et aucune aide ne peut être apportée à Tipû.

#### Relations avec l'Empire ottoman
En 1787, Tipû Sâhib envoie une ambassade à la capitale de l'empire, Constantinople, au sultan ottoman Abdülhamid Ier pour lui demander une assistance urgente contre la Compagnie britannique des Indes orientales. Tipû Sâhib demande des troupes et des experts militaires et aussi la permission de contribuer à l'entretien des sanctuaires de l'islam; à La Mecque, Médine, Nadjaf et Kerbala.
Cependant, les Ottomans sont eux-mêmes en crise. Ils se remettent difficilement de la guerre dévastatrice de 1716-18 contre la république de Venise et un nouveau conflit se profile avec l'Empire russe. La Turquie ottomane a donc besoin d'une alliance britannique pour tenir les Russes à distance, elle ne peut donc pas risquer de leur être hostile sur le théâtre indien. Néanmoins, la correspondance de Tipû Sâhib avec l'Empire turc ottoman et en particulier son nouveau sultan Selim III, se poursuit jusqu'à son décès lors de la bataille finale de 1799.

#### Relations avec l'Iran et Oman
Comme son père avant lui, Tipû Sâhib entretient des relations amicales avec Mohammad Ali Khan, souverain de la Dynastie Zand en Iran. Tipû Sâhib correspond aussi avec Ahmed ibn Saïd, le dirigeant du sultanat d'Oman.

#### Relations avec la France

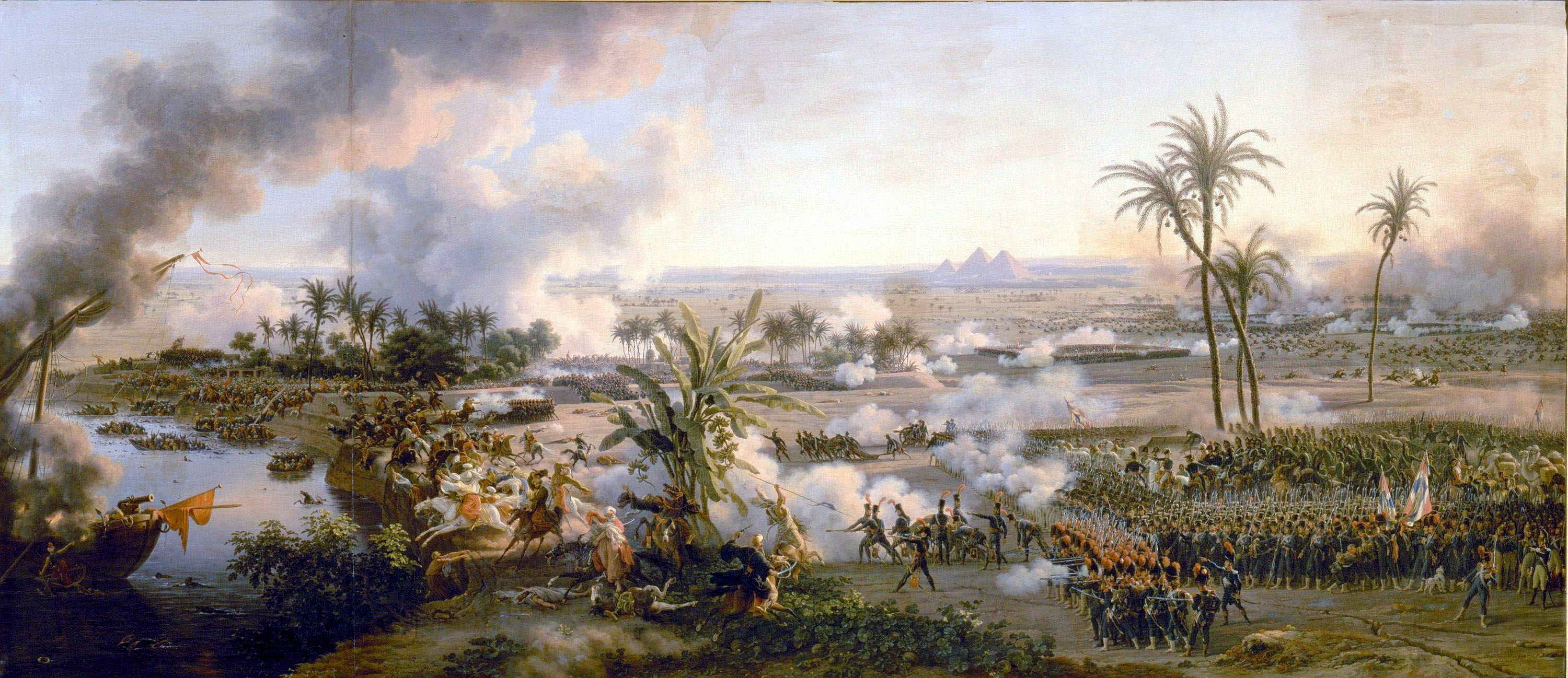
Campagne d'Égypte de Bonaparte et tentative de jonction avec Tipû Sâhib.

Haidar Alî et Tipû cherchent de longue date une alliance avec les Français, la seule puissance européenne encore assez forte pour défier la Compagnie britannique des Indes orientales dans le sous-continent.
En 1782, Louis XVI conclut une alliance avec le Peshwâ de l'Empire marathe, Madhavarao Narayan. Ce traité permet à Charles Joseph Patissier de Bussy-Castelnau de déplacer ses troupes stationnées à l'Île Maurice (alors Île de France) vers les territoires de l'Inde française. La même année, l'amiral français Pierre André de Suffren présente un portrait de Louis XVI à Haidar Alî et cherche son alliance.
Lorsque Bonaparte conquiert l'Égypte il tente à son tour de mettre en place une liaison avec Tipû Sâhib. En février 1798, Le général écrit une lettre à Tipû Sâhib appréciant ses efforts pour résister à l'annexion et aux plans britanniques, mais cette lettre ne parvient pas à son destinataire car elle est saisie par un espion britannique à Mascate. Cette éventualité d'une alliance Mysore-France a toutefois tellement alarmé le gouverneur britannique, le général Richard Wellesley, que celui-ci a immédiatement entrepris les préparatifs à grande échelle pour la bataille finale contre Tipû Sâhib.

## L'homme et la fiction
Tipû Sâhib est l'un des rares souverains du sud de l'Inde à avoir opposé une résistance acharnée à l'impérialisme britannique, comme son père Haidar Alî avant lui et il est encore de nos jours admiré pour la lutte qu'il a mené contre le colonialisme britannique. Mais il a laissé aussi le souvenir d'un souverain extrêmement cruel et fasciné par le tigre.
François Fidele Ripaud de Montaudevert, un corsaire français qui s'est battu pour Tipû, écrit dans son journal du 14 janvier 1799 : « Je suis troublé par le traitement que Tipû Sâhib a réservé à ces âmes très douces, les hindous. Pendant le siège de Mangalore, les soldats de Tipû exposaient quotidiennement les têtes de nombreux brahmanes innocents en vue depuis le fort, pour que le Zamorin et ses disciples hindous puissent les voir. »
Alexander Beatson (en), qui a publié un volume sur la quatrième guerre de Mysore, a décrit Tipû Sâhib de la façon suivante : "Sa stature était d'environ cinq pieds huit pouces ; il avait un cou court, des épaules carrées et était plutôt corpulent ; ses membres étaient petits, en particulier ses pieds et ses mains ; il avait de grands yeux pleins, de petits sourcils arqués et un nez aquilin ; son teint était clair et l'expression générale de son visage, non sans dignité".
Ouvrages de fiction :
- Dans L'Île mystérieuse (1874), Jules Verne révèle les origines du capitaine Nemo : il s'agit en réalité d'un prince, fils d'un râja indien et neveu de Tipû Sâhib.
- Il apparaît dans les livres de George Alfred Henty, "Tiger of Mysore, A Story of the War with Tippoo Saib"[91] et "At the Point of the Bayonet, A Tale of the Mahratta War"[92] qui traite à peu près de la même période.
- La vie et les aventures de Tipû Sâhib ont été le thème central d'une série télévisée de courte durée "Les Aventures du Sultan Tipû" et d'une série télévisée nationale plus populaire "L'Epée du Sultan Tipû".
- Les romans de Naseem Hijazi (en), de Muazam Ali et Aur Talvar Ṭūṭ Gaye "And The Sword Broke" décrivent les guerres de Tipû Sâhib.
- Le roman de Wilkie Collins contient un récit sur Tipû Sâhib et la chute de Srirangapatna dans le prologue.
- Dans "Les Aventures du Baron de Münchhausen" de Rudolf Erich Raspe, Münchhausen vainc Tipû à la fin du roman.
- "Le tigre de Sharpe" est un roman dans lequel le soldat napoléonien Richard Sharpe (personnage fictif) se bat à Srirangapatna, tuant plus tard Tipû Sâhib.
- "Le seul roi qui est mort sur le champ de bataille" un roman historique basé sur la vérité (publié en 2006), a été écrit par un résident pakistanais aux États-Unis et un jeune étudiant Mohammad Faisal Iftikhar. Le roman affirme que dans l'histoire récente, Tipû Sâhib est le seul roi mort sur le champ de bataille.
- Tipû Sâhib apparaît dans les jeux vidéo Civilization Revolution et Civilization IV.
- Dans ses romans historiques sur la captivité à Srirangapatna des catholiques de Mangalore, l'écrivain de langue Konkani V.J.P. Saldanha (en), "Belthangaddicho Balthazar", "Devache Krupen", "Sardarachi Sinol" et "Infernachi Daram", présente Tipû comme étant rusé, hautain, dur et vindicatif mais plein d'autodiscipline[93].

### Un souverain controversé

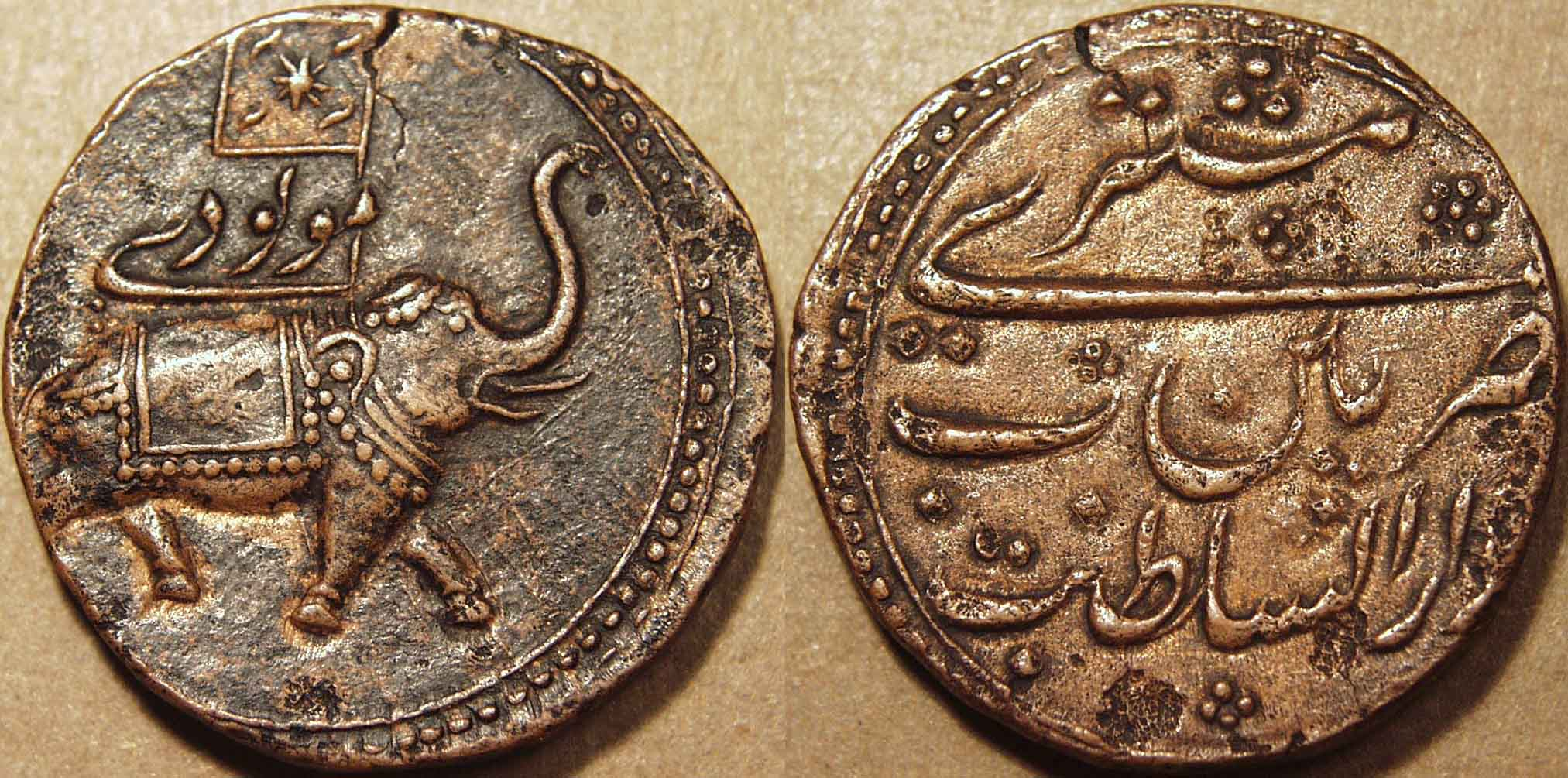
A droite, pièce de cuivre pesant plus de 23 g introduite par Tipû. Celle de gauche présente l'emblème du Sultanat de Mysore

L'historien B. A. Saletare a décrit Tipû Sâhib comme un défenseur de l'hindouisme, un dharma, qui a patronné des temples dont un à Melkote, pour lequel il a publié un décret en Kannada statuant que les vers invocatoires de la doctrine Shrivaishnava qui devraient désormais être récités sous forme traditionnelle. Le temple de Melkote possède encore des vases en or et en argent avec des inscriptions indiquant qu'ils ont été offerts par le Sultan. Tipû Sâhib a également fait présent de quatre coupes en argent au temple temple Lakshmikanta à Kalale (en).
Par contre, Tipû Sâhib semble bien avoir repris possession de concessions non autorisées de terres faites à des brahmanes et à des temples, mais celles qui possédaient de véritables sanads (certificats de propriété) n'étaient pas confisquées. C'était d'ailleurs une pratique normale pour tout dirigeant, musulman ou hindou, lors de son accession au pouvoir ou lors de la conquête d'un nouveau territoire.
L'historien Thomas Paul estime que Tipû avait transféré sa haine pour les Britanniques vers les catholiques de Mangalore et d'autres communautés chrétiennes de l'Inde du Sud. Selon l'historien Praxy Fernandes, Tipû était "un souverain éclairé qui a suivi une politique séculaire (qui existait depuis des siècles) envers ses sujets".
L'anthropologue C. Hayavadana Rao (en) auteur en 1948 d'une "Histoire de la cour de Mysore (1399-1799)" véritablement encyclopédique, affirme que le "fanatisme religieux de Tipû et les excès commis au nom de la religion, tant à Mysore que dans les provinces, sont condamnés à jamais. Son sectarisme, en effet, était si grand qu'il excluait toute idée de tolérance". Il estime en outre que les actes de Tipû qui ont été constructifs envers les hindous étaient essentiellement politiques et ostentatoires plutôt qu'une indication d'une véritable tolérance.
Les appréciations sur Tipû Sâhib ont souvent été passionnées et partagées. Les gouvernements successifs de l'Inde - très souvent dirigés par l'INC (Congrès national indien) - ont souvent célébré la mémoire de Tipû Sâhib, les monuments et les reliques de son règne, tandis que les nationalistes hindous du BJP (Bharatiya Janata Party) sont très critiques.
En Inde, les manuels scolaires et universitaires le reconnaissent officiellement comme un "combattant de la liberté" au même titre que de nombreux autres dirigeants des XVIIIe siècle et XIXe siècle qui ont combattu les puissances européennes.

### Famille et descendance

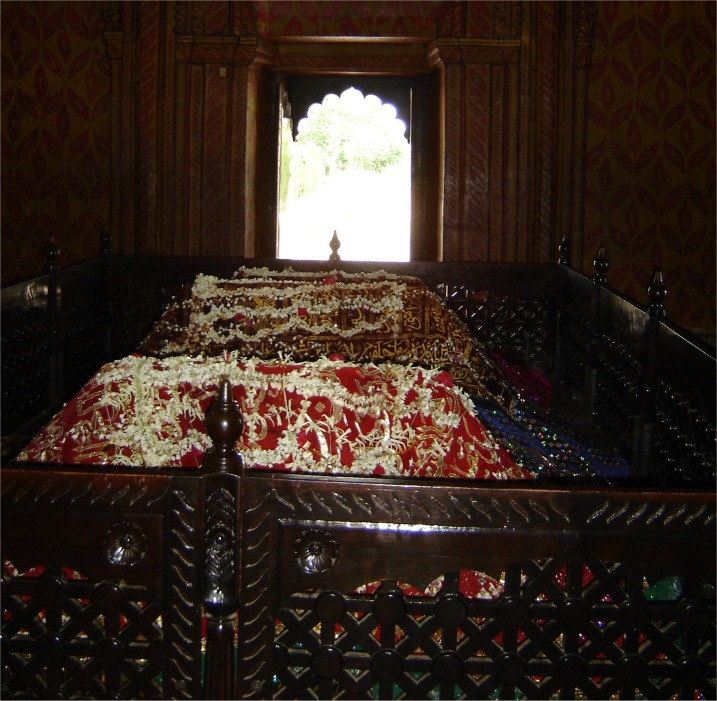
Tombe de Tipû Sâhib à Srirangapatna à côté de celles de son père et de sa mère.

1. Sayyid wal Shareef Haidar Alî Khan Sultan (1771 - 30 juillet 1815)
2. Shahzada (Prince du sang) Sayyid wal Shareef Abdul Khaliq Khan Sultan (1782 - 12 septembre 1806)
3. Shahzada Sayyid wal Shareef Muhi-ud-din Ali Khan Sultan (1782 - 30 septembre 1811)
4. Shahzada Sayyid wal Shareef Mu'izz-ud-din Ali Khan Sultan (1783 - 30 mars 1818)
5. Shahzada Sayyid wal Shareef Mi'raj-ud-din Ali Khan Sultan (1784? - ?)
6. Shahzada Sayyid wal Shareef Mu'in-ud-din Ali Khan Sultan (1784? - ?)
7. Shahzada Sayyid wal Shareef Muhammad Yasin Khan Sultan (1784 - 15 mars 1849)
8. Shahzada Sayyid wal Shareef Muhammad Subhan Khan Sultan (1785 - 27 septembre 1845)
9. Shahzada Sayyid wal Shareef Muhammad Shukrullah Khan Sultan (1785 - 25 septembre 1830)
10. Shahzada Sayyid wal Shareef Sarwar-ud-din Khan Sultan (1790 - 20 octobre 1833)
11. Shahzada Sayyid wal Shareef Muhammad Nizam-ud-din Khan Sultan (1791 - 20 octobre 1791)
12. Shahzada Sayyid wal Shareef Muhammad Jamal-ud-din Khan Sultan (1795 - 13 novembre 1842)
13. Shahzada Sayyid wal Shareef Munir-ud-din Khan Sultan (1795 - 1er décembre 1837)
14. Shahzada Sir Sayyid wal Shareef Ghulam Muhammad Sultan Sahib (en), chevalier de l'Ordre de l'Étoile d'Inde (mars 1795 - 11 août 1872)
15. Shahzada Sayyid wal Shareef Ghulam Ahmad Khan Sultan (1796 - 11 avril 1824)
16. Shahzada Sayyid wal Shareef Hashmath Ali Khan Sultan (décédé à la naissance)

Tipû avait plusieurs femmes. L'une de ses épouses bien connue pour sa beauté et son intelligence était Sindh Sahiba, dont le petit-fils était Sahib Sindh Sultan, également connu sous le nom de Son Altesse Shahzada Sayyid wal Shareef Ahmed Halim-az-Zaman Khan Sultan Sahib.
La famille de Tipû Sâhib a été envoyée à Calcutta par les Britanniques.
Une descendante de l'un des oncles de Tipû Sâhib, Noor Inayat Khan est devenu un agent britannique dans la Résistance en France occupée pendant la Seconde Guerre mondiale. Elle a été assassinée dans le camp de concentration nazi de Dachau en 1944. Beaucoup d'autres descendants de Tipû Sâhib vivent encore à Calcutta.

### Épées, tigres et citations

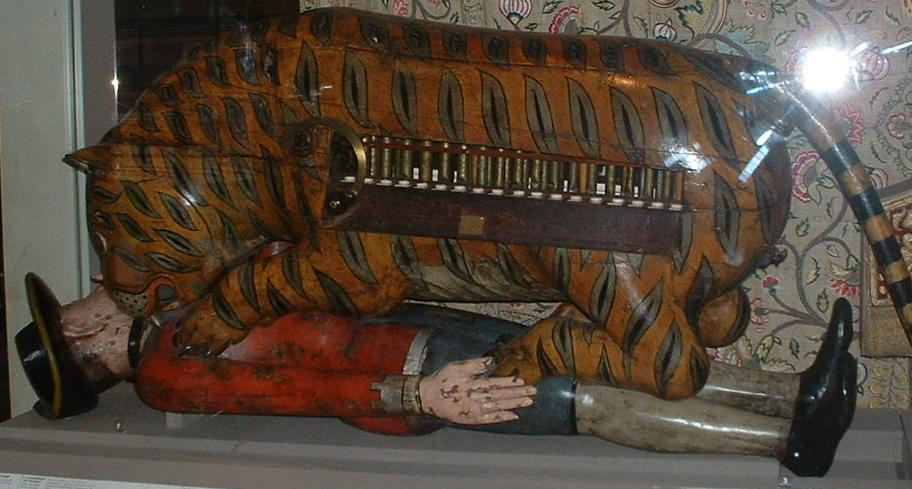
Le "Tigre de Tippu".

Le tigre - Tipû Sâhib est communément connu sous le nom de "Tigre de Mysore" et a adopté cet animal comme symbole de son règne. On raconte que Tipû Sâhib chassant dans la forêt avec un ami français, s'est retrouvé face à face avec un tigre. Son fusil s'étant enrayé, il se saisit de son poignard, mais celui-ci lui échappe lorsque le tigre lui saute dessus. Il réussit à ramasser l'arme, poignarde et tue le tigre, ce qui lui a valu ce surnom de "Tigre de Mysore".
Non seulement Tipû a placé des reliques de tigres autour de son palais et de son domaine, mais il l'a aussi pris comme emblème sur ses bannières et ses armes. Parfois, ce tigre est très orné et porte des inscriptions à l'intérieur du dessin, faisant allusion à la foi de Tipû.
Il a même fait construire par des horlogers français un tigre mécanique pour son palais. L'appareil, connu sous le nom de Tigre de Tippu, est exposé au Victoria and Albert Museum de Londres.
Les épées - Tipû Sâhib perd une épée lors de la bataille de Nedumkotta dans sa guerre contre les Nayars de Travancore, bataille au cours de laquelle il doit se retirer à cause de la grave contre-attaque conjointe de l'armée de Travancore et de l'armée britannique. L'armée des Nayars sous la direction de Raja Kesavadas (en) remporte une nouvelle bataille sur l'armée de Mysore près d'Aluva. Le Maharaja, Dharma Raja (en), donne à cette occasion la fameuse épée du Sultan au Nabab d'Arcot son allié, épée confisquée par les Britanniques après leur annexion d'Arcot en 1801. Elle est envoyée à Londres et exposée à la Wallace Collection.

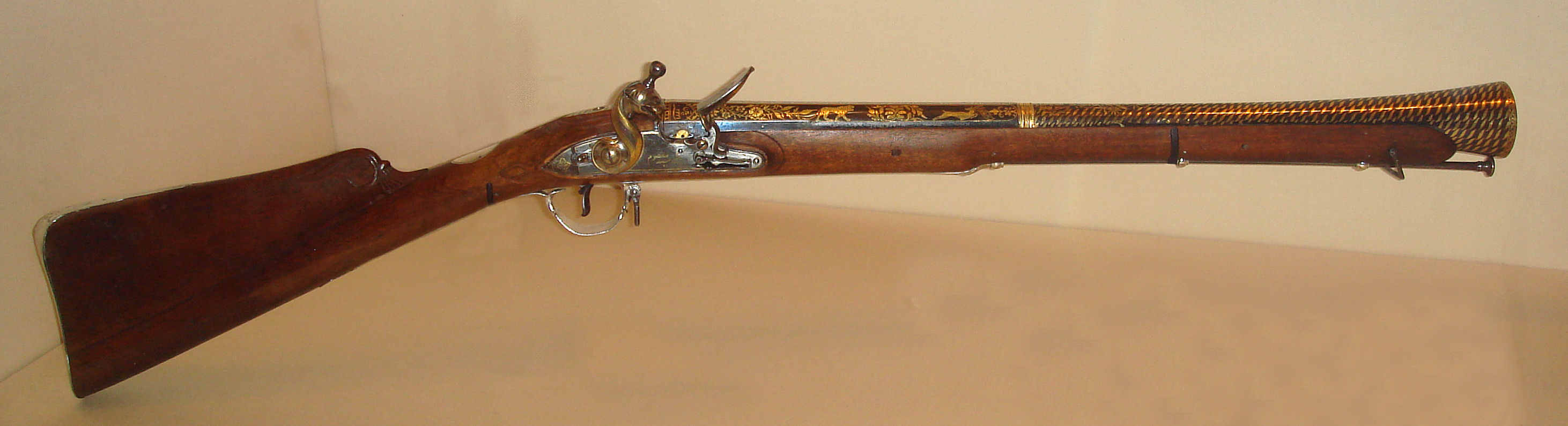
Tromblon fabriqué pour Tipû exposé au MoMA.

L'historien Alexander Beatson rapporte que "dans son palais fut trouvée une grande variété d'épées curieuses, de poignards, de fusils, de pistolets et de tromblons ; certains étant d'un travail exquis, montés en or ou en argent et magnifiquement marquetés et ornés de têtes et de bandes de tigres, de vers persans ou arabes".
La dernière épée utilisée par Tipû dans sa dernière bataille, à Srirangapatna et la bague qu'il portait furent prises par les forces britanniques comme trophées de guerre. Jusqu'en avril 2004, ils étaient exposés au British Museum de Londres comme dons au musée fait par le Général de division Augustus W.H. Meyrick (cousin et héritier du riche collectionneur Samuel Rush Meyrick) et de Nancy Dowager.
Lors d'une vente aux enchères à Londres en avril 2004, l'homme d'affaires indien Vijay Mallya achète l'épée de Tipû Sâhib et quelques autres objets historiques et les ramène en Inde.
En octobre 2013, une autre épée appartenant à Tipû Sâhib et décorée de son "babri" (motif à rayures de tigre) apparaît et est vendue aux enchères par Sotheby's. Elle est achetée au prix de 98 500 £ par un enchérisseur téléphonique.
Inscriptions - Sur la poignée de l'épée présentée par Tipû à Richard Wellesley lors de sa reddition en 1792 était gravée l'inscription suivante :

« Mon sabre victorieux est la foudre pour détruire des incroyants. Ali[Lequel ?], l'Émir des Fidèles, est victorieux à mon avantage et de plus, il a détruit la race des méchants qui n'étaient pas croyants. Loué soit-il (Dieu), qui est le Seigneur de l'univers ! Tu es notre Seigneur, soutiens nous contre les gens qui ne croient pas. Celui à qui l'Éternel donne la victoire l'emporte sur tous. Seigneur, fais qu'il soit victorieux, lui qui promeut la foi de Mohammed. Confondez celui qui refuse la foi de Mohammed, et retirez-nous de ceux qui sont si enclins à s'écarter de la vraie foi. Le Seigneur est prédominant sur ses propres œuvres. La victoire et la conquête viennent du Tout-Puissant. Apporte aux fidèles une bonne nouvelle, ô Mohammed, car Dieu est le bon protecteur et le plus miséricordieux des miséricordieux. Si Dieu t'aide, tu réussiras. Que le Seigneur Dieu te vienne en aide, ô Mohammed, avec une grande victoire. »

Lors d'une fouille de son palais en 1795, quelques médailles d'or ont été trouvées dans le palais, sur lesquelles l'inscription suivante était inscrite d'un côté en persan :

« De Dieu le dispensateur de bénédictions", et de l'autre : "la victoire et la conquête viennent du Tout-Puissant". Celles-ci ont été sculptées en commémoration d'une victoire après la guerre de 1780. »

Ce qui suit est la traduction d'une inscription gravée trouvée à Srirangapatna, sur une pierre située dans un endroit bien en vue du fort,:

« Ô Dieu Tout-Puissant ! dispose tout le corps des Kâfirs (infidèles) ! Disperse leur tribu, fait que leurs pieds chancellent ! Renverse leurs conseils, change leur état, détruit leur racine même ! Fait que la mort soit près d'eux, coupe leur les moyens de subsistance ! Raccourcis leurs jours ! Fait que leurs corps soit l'objet constant de leurs soins (c'est-à-dire les infester de maladies), prive les de la vue, noircit leurs visages (c'est-à-dire apporte leur la honte), détruit en eux les organes de la parole ! Tue-les comme tu a tué Shedaud (c'est-à-dire le prince qui s'est prétendu vouloir établir un paradis pour lui-même et a été tué par ordre de Dieu) ; noie les comme Pharaon s'est noyé, et visite les avec la gravité de la colère. Oh Vengeur ! Oh Père Universel ! Je suis déprimé et dominé, accorde-moi ton aide. »

Le " Mysore Gazetteer " déclare que cette inscription a dû être gravée après le "Traité de Srirangapatna", ce qui montre sa rancœur invétérée et son hostilité déterminée envers les Britanniques.

### Tipû Jayanti
Le 10 novembre 2017, le gouvernement du Karnataka, sous la direction de son ministre en chef Siddaramaiah (en), célèbre l'anniversaire de la naissance de Tipû en tant que "Tipû Jayanthi", ce qui provoque émeutes et protestations de la part de communautés hindoues et de partis nationalistes hindous.